# Buxheimer Chorgestühl
Das Buxheimer Chorgestühl ist ein zwischen 1687 und 1691 von Ignaz Waibl geschaffenes hochbarockes Chorgestühl in der Klosterkirche St. Maria im oberschwäbischen Buxheim. Infolge der Auflösung der Kartause im Zuge der Säkularisation kam es 1803 in gräflichen Besitz. Graf Hugo Waldbott von Bassenheim ließ es 1883 in München versteigern. Als das Gestühl 1886 erneut unter den Hammer kam, ersteigerte es der Direktor der Bank von England und schenkte es den Schwestern des St. Saviour’s Hospital im englischen London, die es bei der Verlegung des Hospitals nach Hythe in der Grafschaft Kent mitnahmen. Als das Krankenhaus in Kent aufgelöst wurde, konnte das Chorgestühl 1980 durch den Bezirk Schwaben für 450.000 Pfund Sterling, das entspricht in etwa einem Preis von 1,05 Millionen Euro, zurückgekauft werden. Es wurde von 1980 bis 1994 aufwändig restauriert und steht seitdem wieder an dem ursprünglichen Aufstellungsort in der ehemaligen Kartause in Buxheim.
Das Gestühl ist hufeisenförmig aufgebaut und bestand ursprünglich aus 36 Stallen, von denen noch 31 erhalten sind. Den Hauptanteil der reichen figürlichen Ausstattung bilden die Statuen von Ordensgründern in den Rückwänden der Sitze, den Dorsalen, wobei der Schwerpunkt auf Orden von Eremiten liegt. Das Gesims wird von Skulpturen der zwölf Apostel dominiert.

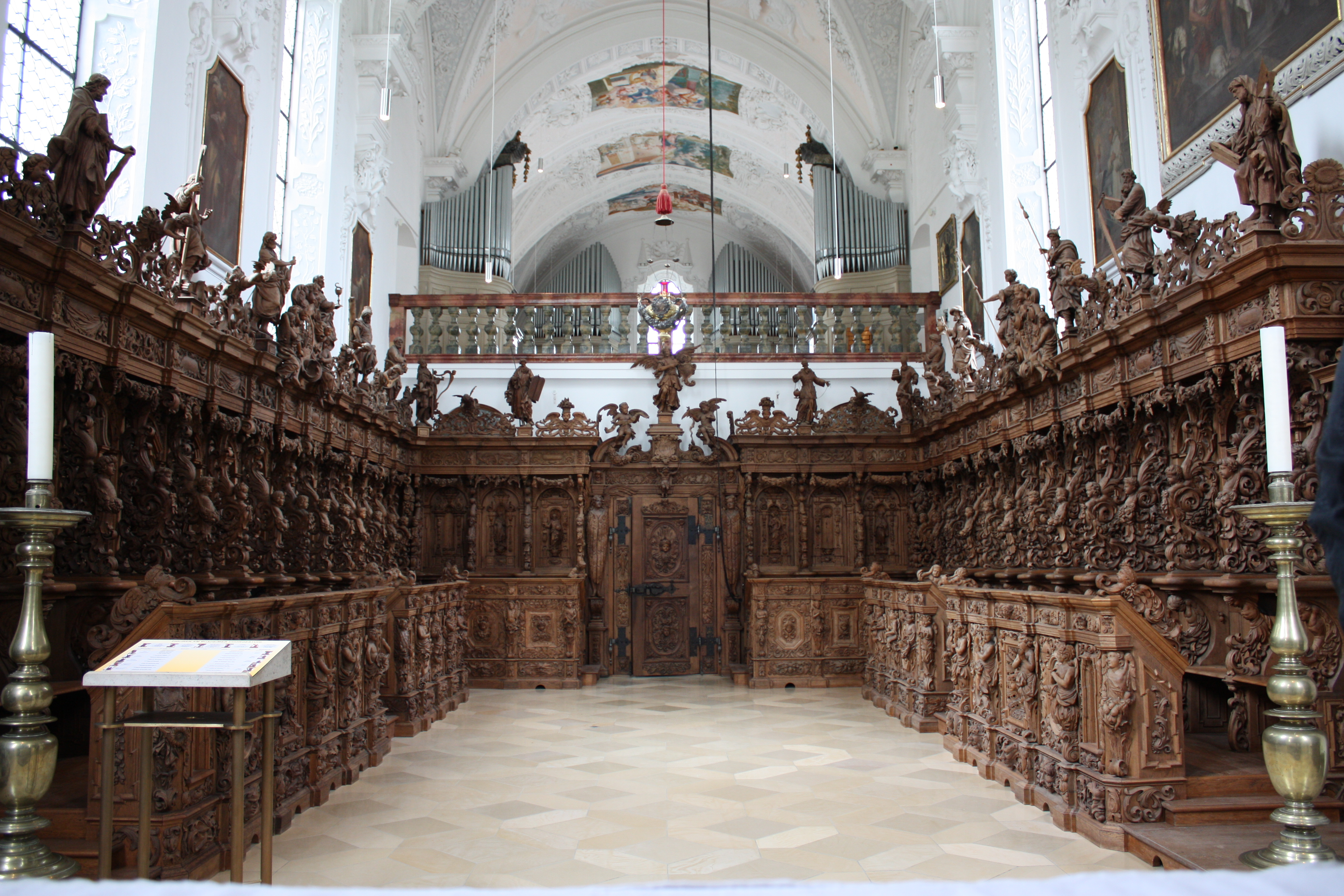
Das Chorgestühl im Priesterchor der Klosterkirche St. Maria in Buxheim

## Geschichte

### Vorgeschichte
Der Vorgänger des Chorgestühls von Ignaz Waibl war relativ einfach gestaltet, vergleichbar mit dem Gestühl, das noch in der ehemaligen Kartause Christgarten steht. Nachrichten über vorbarocke Gestühle gibt es nicht. Im Zuge der Erneuerung der Kartausenkirche gab der damalige Prior Johannes Bilstein den Bau eines neuen Chorgestühls in Auftrag, mit dem 1687 begonnen wurde. Bilstein war einer der bedeutendsten Prioren in Buxheim. Er wurde um 1626 in Köln geboren, legte am 22. Juli 1648 seine Profess in Danzig ab, wo er zunächst als Vikar tätig war. Bevor er 1678 Prior in Buxheim wurde, leitete er die Kartause in Schnals in Tirol (1661–1670) und die Kartause Karthaus bei Danzig (1670–1678). Gleichzeitig lernte er als Visitator und Konvisitator zahlreiche Kartausen kennen. Er bereiste neben der niederdeutschen auch die oberdeutsche Provinz, fuhr nach Österreich und Böhmen und in die spanischen Provinzen Katalonien und Kastilien. Inspiriert durch die Eindrücke, die er auf seinen vielen Reisen gesammelt hatte, ließ er in Danzig ein Chorgestühl anfertigen, das zu einem überaus kunstvollen Meisterwerk der Innenarchitektur wurde. Das 1677 vollendete Gestühl ist aus Eichenholz geschnitzt und besitzt einen bis dahin in Kartausen noch nicht gesehenen Reichtum an Figuren und Ornamenten. Neben italienischen Einflüssen ist das Gestühl des Chorherrenstifts in Sitten in der Schweiz erwähnenswert, bei dem Bilstein die Zwischenwangen mit Pflanzendekor und Engelsköpfen bewundert hatte und sie ähnlich in Danzig verwirklichen ließ. Das Buxheimer Chorgestühl ist also bereits das zweite Gestühl, das unter der Leitung von Johannes Bilstein gefertigt wurde. Übereinstimmungen mit dem Danziger Gestühl sind nicht zu übersehen.

### Erstellung des Chorgestühls durch Ignaz Waibl

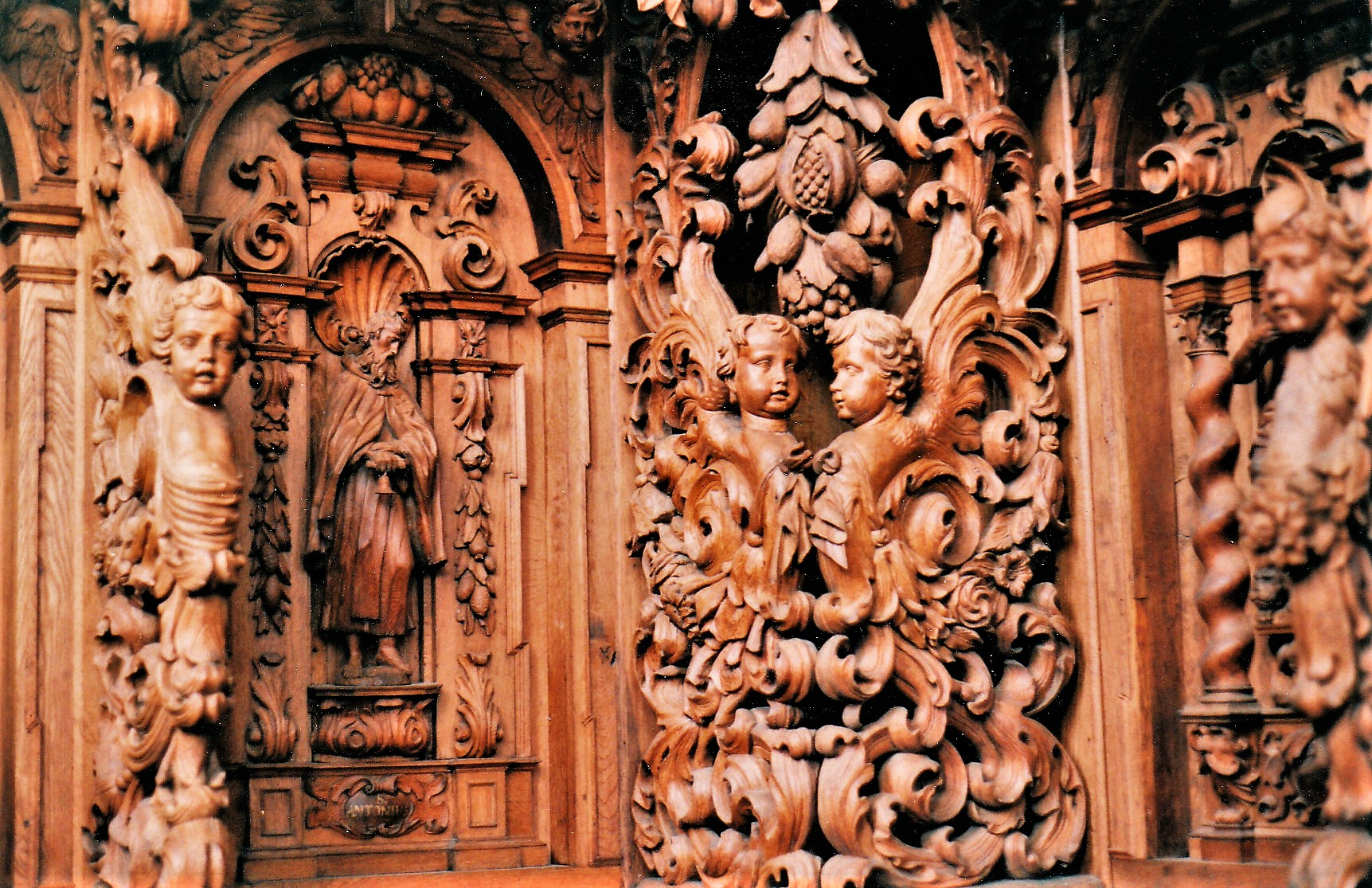
Nordwestecke im Bereich der Hochwangen

Für die Bildhauerarbeiten am neuen Chorgestühl beauftragte der Prior den Tiroler Bildhauer Ignaz Waibl, für die Schreinerarbeiten Meister Peter aus Memmingen. Dieser Meister erscheint in den Klosterarchivalien als Meister Peter, der Schreiner aus der Stadt, ist jedoch in keinem der noch vorhandenen Memminger Archivalien aufgeführt. Es wird daher davon ausgegangen, dass der Schreinermeister aus einem Dorf unweit der Stadt Memmingen gekommen ist. Warum Bilsteins Wahl auf Ignaz Waibl fiel, ist nicht bekannt. Ob die Entwürfe für das Chorgestühl von Waibl selbst stammen, lässt sich nur vermuten; das ikonographische Programm wurde von den Kartäusern vorgegeben.
Der Bildhauer richtete für sich und seine Gesellen eine Werkstätte in der Kartause ein. Aufgrund unterschiedlicher Qualität geht die Forschung von etwa fünf bis sieben Figurenschnitzern und einigen Gesellen aus, die für das Laubwerk zuständig waren. Johann Georg Dettelbacher aus Ochsenfurt ist der einzige von ihnen, der namentlich gesichert ist. Das Manuale des Priors Bilstein nennt mit Joseph und Johannes die Namen von zwei weiteren Bildhauern, die nicht näher bekannt sind. Privat und beruflich war Waibl mit dem Tiroler Bildhauer Andreas Etschmann verbunden. Es ist denkbar, dass beide zunächst in Buxheim und anschließend in Rot an der Rot zusammengearbeitet haben. Der Beginn der Arbeiten kann aufgrund von Rechnungen auf den Herbst 1687 datiert werden. In den Jahren zuvor hatte schon Prior Petrus von Schneit rund 200 Eichen in den klostereigenen Wäldern fällen und das Holz einlagern lassen. Dass für das Gestühl abgelagertes Holz verwendet wurde, ist vor allem an den Schwundrissen erkennbar, die bereits bei der Bearbeitung ausgespänt wurden und sich seitdem nicht veränderten.
Die beiden ersten Stühle waren im Februar 1688 fertig und wurden am 11. Februar mit 121 Gulden bezahlt. Auf der Rechnung erscheint der Name Ignaz Waibl in Zusammenhang mit dem Chorgestühl zum ersten Mal in den Buxheimer Archivalien. Schreinermeister Peter erhielt für die beiden Stühle 80 Gulden, weitere Stühle wurden ihm im Juli und November 1689 bezahlt. Bei der Rechnung im November ist vermerkt, dass die Schreiner an den 15 Stühlen ein Jahr und acht Monate gearbeitet haben. Ignaz Waibl wurde dafür mit 730 Gulden entlohnt. Das Gestühl mit 36 Stallen, je 15 an der Nord- und Südseite des Chores und 6 an der Westseite vor dem Kreuzganglettner, war 1691 fertig. Im Mai erhielt Waibl die Abschlusszahlung, im Oktober desselben Jahres schnitzte er noch das Portal des Gestühls, was ihm weitere 75 Gulden einbrachte. Der Schreinermeister Peter erhielt ebenfalls 1691 die letzte Zahlung. Schlossermeister Georg Eberhard der Jüngere aus Memmingen stellte im selben Jahr das Schloss, die Beschläge und die Türbänder für das Portal her und wurde dafür mit 60 Gulden entlohnt. Am 17. April bekam Johann Friedrich Sichelbein 7 Gulden und 12 Kreuzer für die Vergoldung und Fassung der Bänder.
Den Zelebrantensitz, auch Priorenstuhl genannt, der für den zelebrierenden Priestermönch bestimmt war, fertigte Ignaz Waibl zwischen 1699 und 1700 an. Aufgestellt wurde der Sitz an der Südseite des Chorgestühls.

### Neuaufbau nach der Barockisierung der Kirche

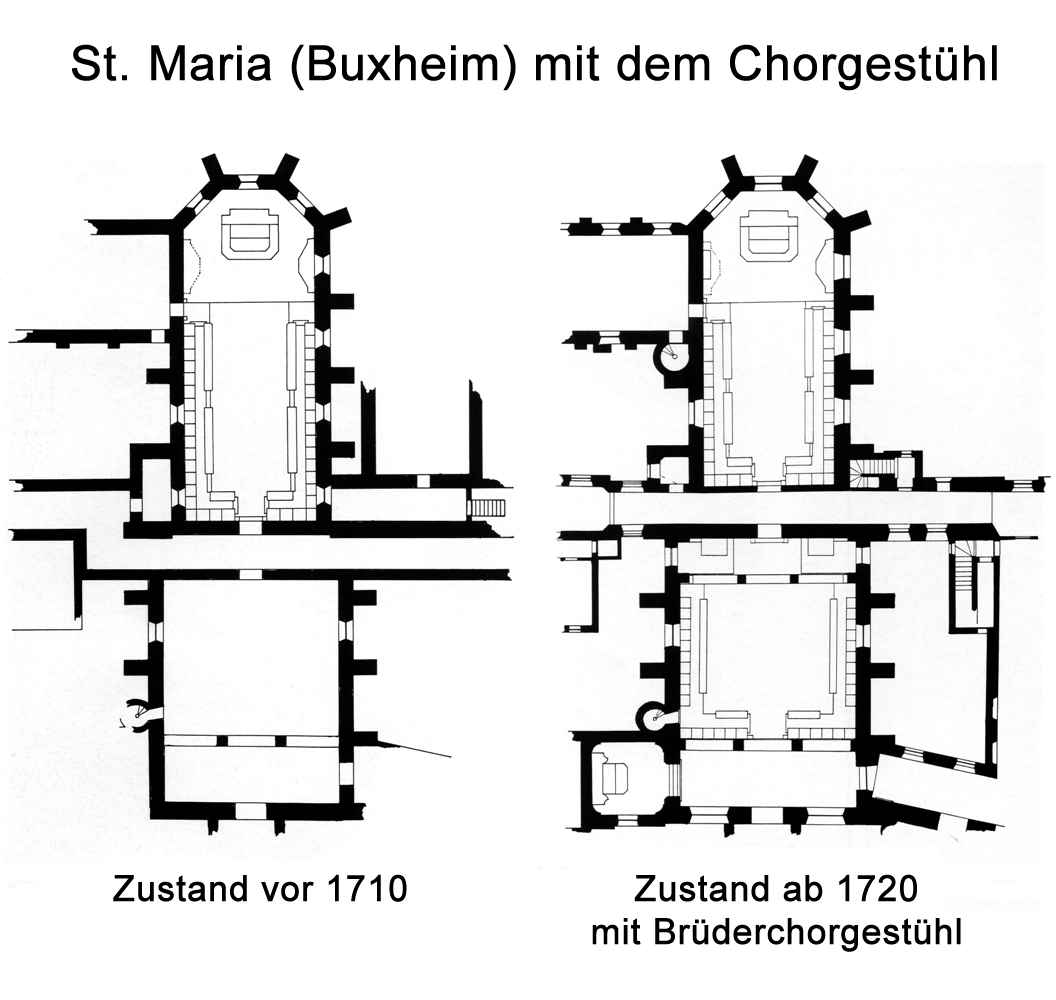
Das Chorgestühl vor 1710 und nach der Barockisierung der Klosterkirche St. Maria 1720

Die barocke Umgestaltung der Kirche machte eine erste Veränderung des Chorgestühls notwendig. Johann Baptist und Dominikus Zimmermann bekamen den Auftrag, die gesamte Klosterkirche zu barockisieren. Das Gestühl musste 1709 für die Umbauarbeiten abgebaut und eingelagert werden. Der gotische Kreuzganglettner wurde um etwa 2,4 Meter nach Osten verlegt, was eine Verkürzung des Priesterchors und damit des Chorgestühls zur Folge hatte. Beim Wiederaufbau wurde auf insgesamt fünf Stühle und die dazugehörigen Pulte verzichtet, die Nordseite wurde auf zwölf, die Südseite auf dreizehn Stallen reduziert. Dabei ging die Symmetrie im architektonischen Aufbau der Dorsalfelder zwischen Nord- und Südseite verloren, die beim Chorgestühl in der Kartause Ittingen, das in der Nachfolge des Buxheimer Gestühls steht, noch vorhanden ist. Über die Skulpturen dieser fünf Stallen ist nichts überliefert.
Vor dem Umbau mussten die Mönche beim Betreten des Priesterchores zwei Stufen hinabsteigen. Diesen Höhenunterschied von etwa 27 Zentimetern entfernte man bei der Barockisierung durch Tieferlegung des Kreuzganges. Das Portal musste dabei um dasselbe Maß nach unten versetzt werden, was zum Verlust der von Waibl geschaffenen harmonischen Verbindung zwischen Portal und Gestühl führte. Über weitere Umbaumaßnahmen ist nichts bekannt, es kann jedoch angenommen werden, dass später nur kleinere Instandsetzungsarbeiten am Gestühl vorgenommen wurden.

### Besitzwechsel durch Säkularisation, Versteigerungen und Schenkung

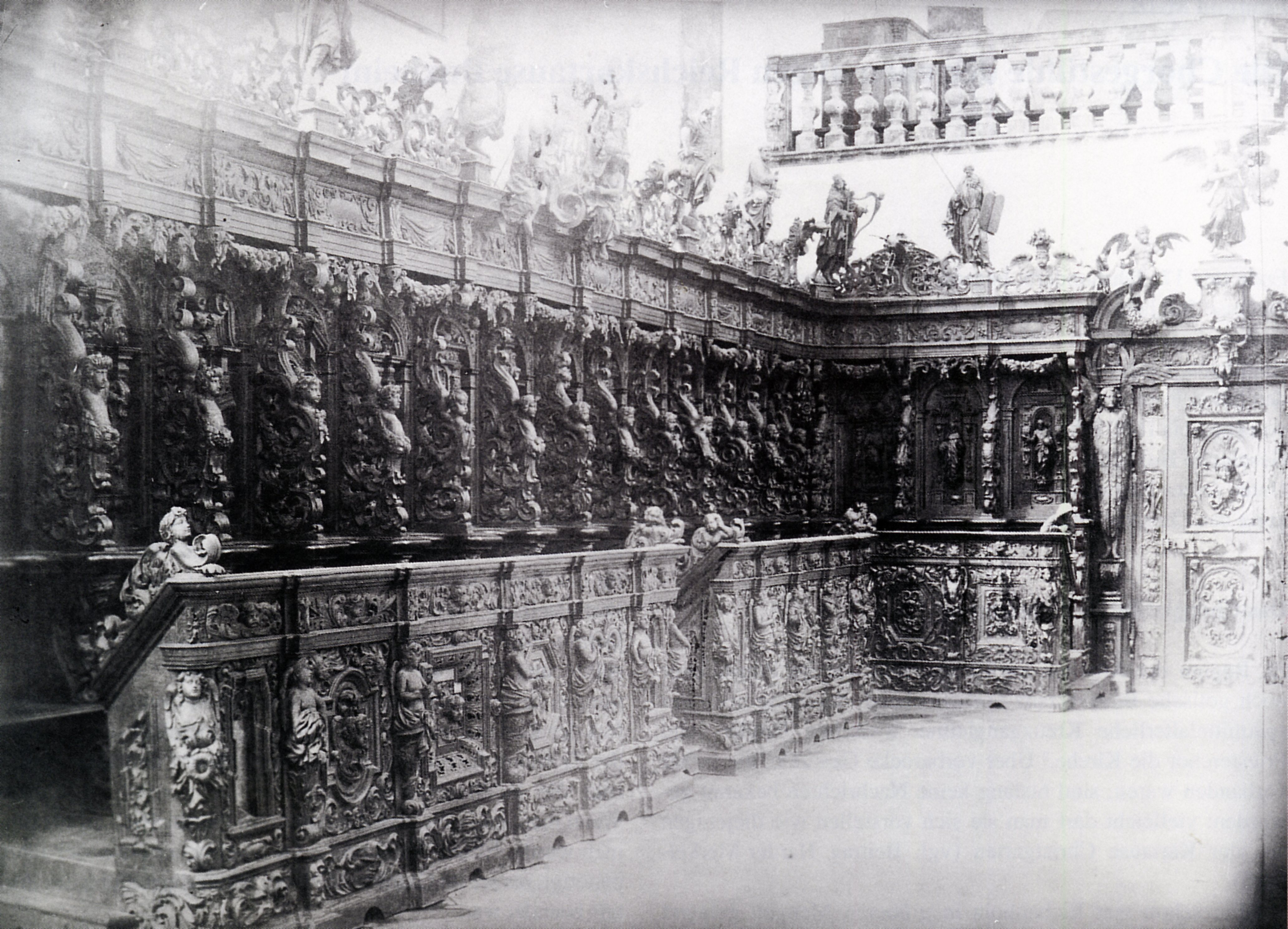
Die Südseite um 1883

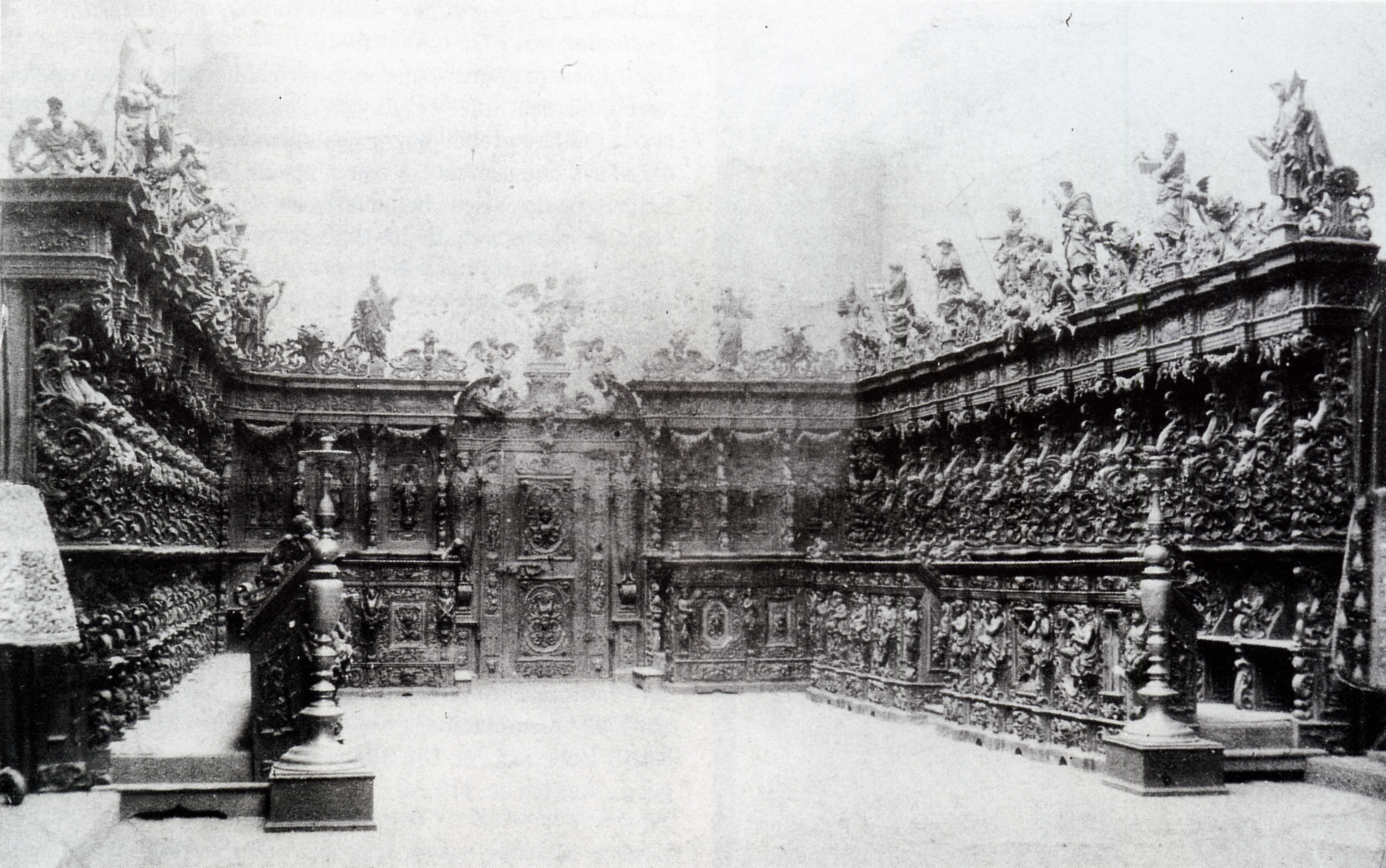
Aufstellung vermutlich in Amsterdam, Anfang 1886

Aufgrund der Säkularisation kam Buxheim 1803 in den Besitz des Grafen Maximilian von Ostein, der die Kartäuser vorerst noch duldete. Nach seinem Tod 1809 wurde die ehemalige Reichskartause Eigentum der Grafen Waldbott von Bassenheim. Diese lösten den Konvent im April 1812 auf. Mit dem Tod des Grafen Friedrich Karl Waldbott von Bassenheim wurde die Kirche 1830 zur Gruftkirche. Da sein Sohn Graf Hugo Philipp Waldbott einen verschwenderischen Lebensstil pflegte, begann er ab 1850 mit der Veräußerung von Kartausenbesitz. Die ersten Verkaufsabsichten für das Chorgestühl sind für das Jahr 1882 belegt. Graf Hugo Philipp bot es dem bayerischen Gewerbemuseum in Nürnberg zum Kauf an. Die dortigen Verantwortlichen baten um fotografische Aufnahmen des Gestühls. Graf Hugo Philipp ließ mehrere Fotografien anfertigen und übersandte sie dem Museum. Ein Verkauf kam nicht zustande.
Der Gesamtbesitz des Grafen wurde am 2. Mai 1883 gerichtlich gepfändet. Damit stand eine Zwangsversteigerung unmittelbar bevor, die auch das Gestühl im Priesterchor betroffen hätte. Um sie zu verhindern, entschloss sich Graf Hugo Philipp zur Versteigerung fast aller verkäuflichen ehemaligen Klosterbesitztümer. Dabei wurden außer dem Gestühl des Priesterchores das Gestühl des Brüderchores, die Bibliothek mit ihren 16.680 Büchern, Altäre, Gemälde und Silbergegenstände angeboten. Am 23. Juni 1883 kamen die Gegenstände in München an. Die Versteigerung des Chorgestühls fand am 14. September 1883 statt, erbrachte mit 42.100 Mark jedoch bei weitem nicht den erhofften Erlös. Der Zelebrantensitz blieb in der Kirche. Nur das Sitzmöbel des Zelebrantensitzes, das so genannte Hockerl, kam für 700 Mark unter den Hammer. Das Chorgestühl wurde an die holländische Händlerfirma Gebrüder Adelaar in Amsterdam verkauft und ging zunächst nach Brüssel. Nachforschungen nach dem Aufbewahrungsort blieben ohne Ergebnis. Möglicherweise war das Chorgestühl für eine Ausstellung in Amsterdam vorgesehen. Im Februar/März 1886 wurde eine Fotografie des Gestühls angefertigt, die das erzbischöfliche Museum in Utrecht 1938 dem Landesamt für Denkmalpflege übersandte. Eine Aufstellung in Holland ist archivalisch nicht gesichert.
In London tauchte das Gestühl 1886 wieder auf. Im August desselben Jahres wurde es in der Times als Versteigerungsobjekt bei Bonhams angeboten. Am 1. September 1886 ersteigerte Edward Howley Palmer, der Direktor der Bank of England, das Chorgestühl für 3500 Pfund und schenkte es den Schwestern des St. Saviour’s Hospital in London, die es mit schwarzem Lack überstreichen ließen. Danach stellten sie 18 der 31 Stallen in der Kapelle ihres Hospitals in Hufeisenform auf, je 7 Stühle an den Längswänden und je 2 Stühle neben dem Portal an der Westwand. Der Rest des Gestühls wurde auseinandergenommen, zersägt, angepasst und als Betpulte, Stühle oder Wandvertäfelungen verwendet. Die Fertigstellung konnte am 1. November 1888 gefeiert werden. Der Konvent in London nutzte das Chorgestühl in dieser Kapelle 75 Jahre lang.

### Neubau in Hythe
Wegen einer Straßenregulierung in den Jahren 1963 bis 1964 mussten Kapelle und Hospital abgebrochen werden. Die Schwestern verlegten ihren Standort nach Hythe in der Grafschaft Kent. Die Priorin des Konvents, Reverend Mother Sladys Cathleen Bush, nahm Kontakt mit Buxheim auf. Sie besuchte mit ihrem Architekten die ehemalige Reichskartause im Oktober 1963, um sich ein Bild vom ursprünglichen Ort der Aufstellung des Chorgestühles zu machen. Sie beabsichtigte, in Hythe eine Kapelle nach den Maßen des Buxheimer Priesterchores zu errichten. Als die Kapelle im Jahre 1964 fertiggestellt war, begann man mit dem Einbau des Gestühls. Es wurden dabei Veränderungen gegenüber der Aufstellung in London vorgenommen. Im neuen Aufbau wurden die Längsseiten mit je acht Stallen und einer Pultreihe besetzt. Neben dem Eingangsportal wurde je eine Doppelstalle platziert. Die Rahmung des ursprünglichen Portals wurde als Hochaltar umgestaltet. Am 14. Juni 1965 wurde die Kapelle mit dem eingebauten Chorgestühl eingeweiht.
Im Jahre 1979 entschloss sich der Konvent zur Aufgabe des Hospitals und der Kapelle und zum Verkauf des Chorgestühls. Die Priorin Sladys Cathleen Bush sah es als beste Lösung an, das Chorgestühl an Buxheim zurückzugeben.

### Die Rückkehr des Chorgestühls

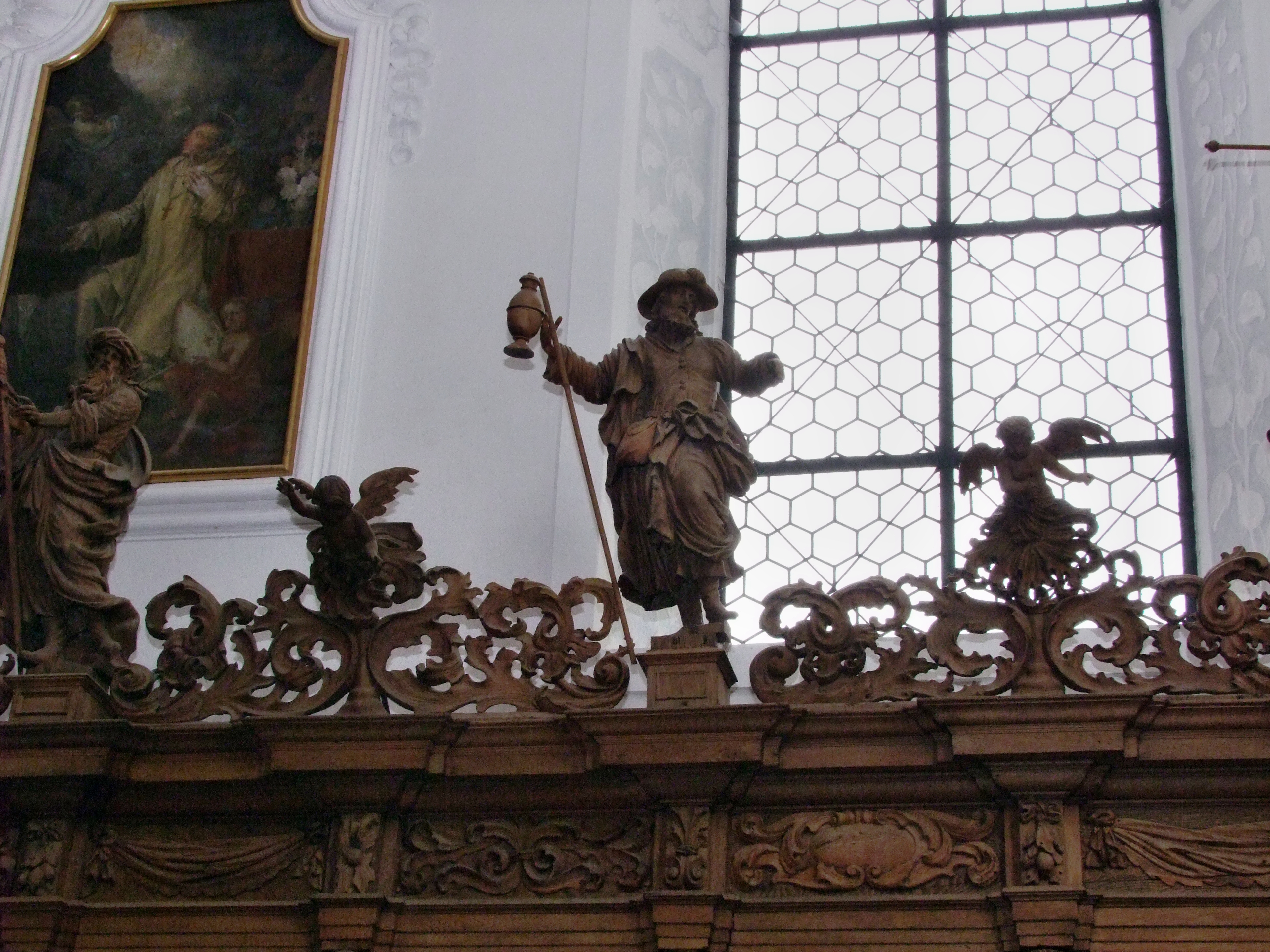
Als Erster zurück: Jakobus der Ältere

Die Nachricht von dem bevorstehenden Verkauf und dem Wunsch der Priorin erreichte Peter Burman, damals Sekretär des Council for the Care of Churches. Bei einem internationalen Symposion für Konservierungsfragen berichtete er im Sommer 1979 von diesem Sachverhalt dem Leiter der Restaurierungswerkstätten des Bayerischen Landesamtes für Denkmalpflege Dr. Karl-Ludwig Dasser, der sich sofort für das Gestühl interessierte. Zurück in München erhielt er vom Generalkonservator Michael Petzet die Genehmigung für Rückführungsverhandlungen. Der Buxheimer Salesianerkonvent unter Leitung von Pater Herbert Müller stimmte zu. Am 8. Dezember trafen sich Müller, Dasser und Burman mit der Priorin Cathleen Bush zu Verhandlungen in Hythe. Gleichzeitig wurden mit Professor John Withe, einem Mitglied des Reviewing Committee on the Export of Works of Art Kontaktgespräche geführt. Weil die Zeit für den Abbau des Gestühls knapp war, wurde das Auktionshaus Sotheby’s mit dem Verkauf zu einem Schätzpreis von 450.000 Pfund Sterling beauftragt. Die Firmenleitung bekundete, dass es ihre Meinung sei, dass das Kunstwerk an seinen Ursprungsort zurückkehren sollte. Der Freistaat Bayern, der durchaus Interesse an dem Gestühl hatte, konnte in so kurzer Zeit keine haushaltsrechtlichen Voraussetzungen schaffen, um den Kaufpreis zu bezahlen. Um eine erneute Auktion und damit unter Umständen die komplette Zerstückelung des Gestühls zu vermeiden, sagte schließlich auf Bitten Dassers trotz ungeklärter finanzieller Risiken Georg Simnacher telefonisch zu, dass der Bezirk Schwaben als Käufer auftreten werde. Die Kaufabsichtserklärung wurde wenig später unterschrieben. Am 16. Juli 1980 fand die Kaufverhandlung in München statt. Der Schätzpreis von 450.000 Pfund Sterling konnte nicht reduziert werden. Die Hälfte des Preises wurde mit der Lieferung, die andere Hälfte ein Jahr nach Vertragsabschluss fällig. Die Transportkosten betrugen 34.000 Englische Pfund. Über den Kauf fand am 28. Juli 1980 in Hohenschwangau eine Bezirkstagsversammlung statt. Der Erwerb wurde mit 20 zu 3 Gegenstimmen vom Bezirkstag gebilligt. Am 6. August wurde der Kaufvertrag unterschrieben. Aufgrund der Abwertung der D-Mark im Devisenhandel verteuerte sich das Chorgestühl von den veranschlagten 1,8 Millionen auf 2.065.441 DM.
Nach dem Kaufabschluss fuhren die Restauratoren des bayerischen Landesamtes für Denkmalpflege Edmund Melzl und Christoph Müller nach Hythe und dokumentierten den Abbau. Das Chorgestühl musste zuerst in Canterbury zwischengelagert werden, da noch keine Ausfuhrgenehmigung nach dem britischen Denkmalrecht vorlag. Diese Zustimmung wurde nach Intervention des bayerischen Kultusministers in England beschleunigt und noch im Oktober 1980 erteilt.
Neben dem Land Bayern, das einen Zuschuss in Höhe von 690.000 DM aus dem Entschädigungsfonds gewährte, beteiligten sich die Bundesrepublik Deutschland mit 100.000 DM, die bischöfliche Finanzkammer Augsburg mit 100.000 DM, die Bayerische Landesstiftung mit 250.000 DM und der Landkreis Unterallgäu mit 50.000 DM. Aus der Privatwirtschaft kamen Spenden hinzu, so dass der Bezirk selbst 725.442 DM aufbringen musste. In der Gemeinde Buxheim wartete man ungeduldig auf die Ankunft des berühmt gewordenen Gestühls. Am 4. Dezember 1980 begrüßte die Gemeinde den mit Girlanden geschmückten Container auf einem Speziallastkraftwagen mit Glockengeläut und Blasmusik. Die Schulkinder hatten für den Empfang des Chorgestühls schulfrei und konnten zusammen mit den Erwachsenen im Klosterhof der ehemaligen Kartause die Ankunft feiern. Noch im Klosterhof begann der damalige Bezirkstagspräsident Georg Simnacher mit dem Auspacken des Gestühls. Der erste Heilige, der wieder auf Buxheimer Boden begrüßt werden konnte, war der heilige Jakobus der Ältere. Simnacher hielt ihn hoch und schrie in die Menge „Es isch wieder dau!“. In einem Interview für den Rundfunk sagte Simnacher danach „Dies ist eine Stunde des europäischen Verständnisses für Kunst und Denkmalschutz.“

### Restaurierung und Wiederaufbau

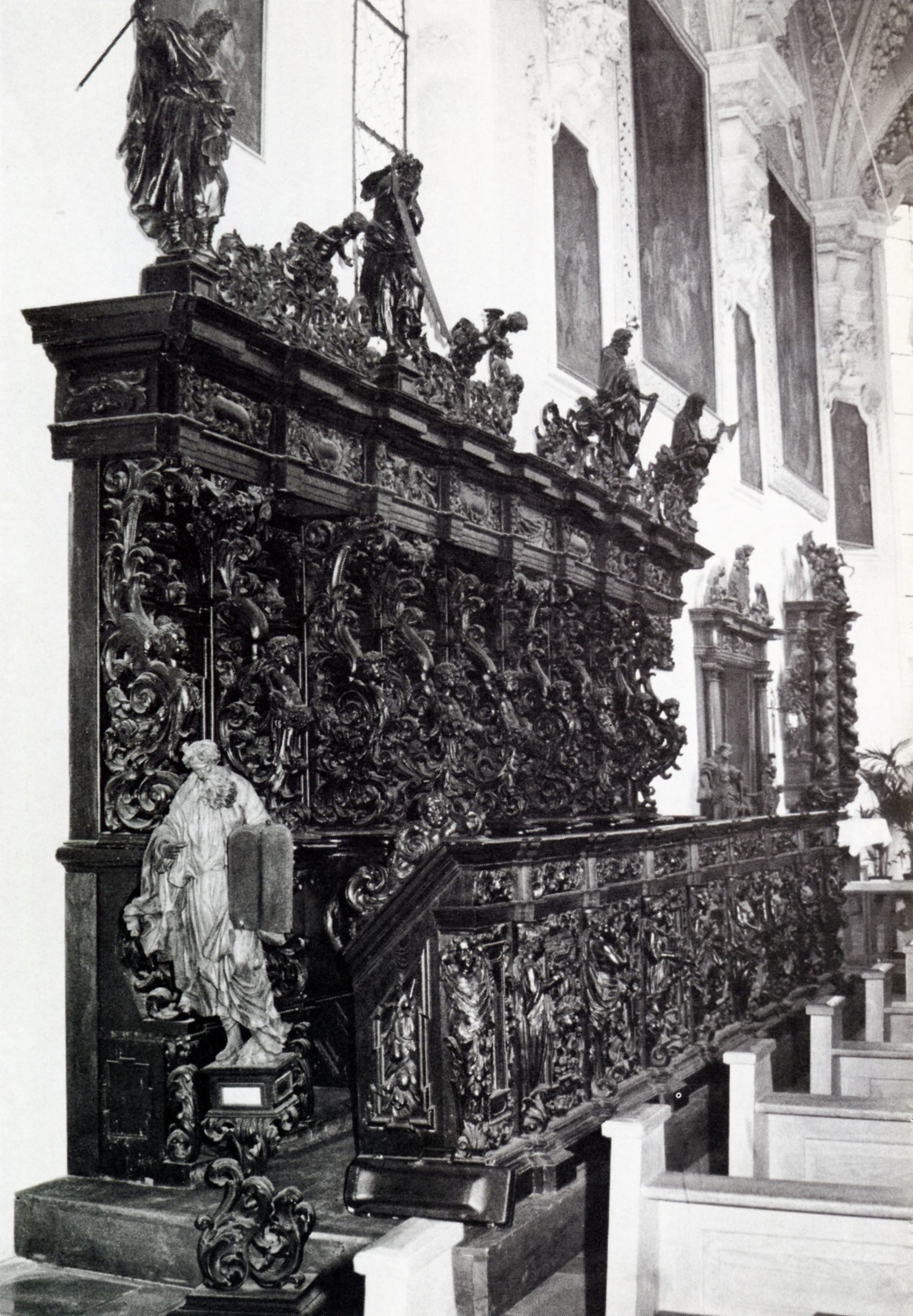
Nordreihe des Teilaufbaus des schwarz lackierten Gestühls von 1981

Nach einem Verzicht des Freistaats Bayern auf ein Miteigentum wurde der Bezirk Schwaben alleiniger Eigentümer des Chorgestühls, das als Dauerleihgabe des Bezirks an seinen Platz in der Kirche zurückkehrte. Weil der Lettner aus liturgischen Gründen nicht wieder geschlossen werden sollte, wurde zunächst nur an einen Teilaufbau am ursprünglichen Platz gedacht. Zuerst wurden gemeinsam mit englischen Restauratoren die zwei Reihen zu je acht Sitzen, wie sie in Hythe aufgestellt waren, mit den dazugehörenden Pulten provisorisch aufgebaut und am 24. Mai 1981 geweiht. Bei einem anschließenden Festakt erhielt die Priorin Cathleen Bush das Ehrenbürgerrecht der Gemeinde Buxheim. Die nicht aufgebauten Teile des Gestühls wurden in der ehemaligen Magdalenenkapelle zwischengelagert.
Restaurierung und Wiederaufbau erfolgten in zwei Phasen und begannen bereits im Frühjahr 1981 unter der Leitung von Edmund Melzl. Bevor der Bezirk Schwaben eine geregelte Finanzierung übernahm, wurden die Arbeiten aus Spendenmitteln finanziert, die der Heimatdienst Buxheim zur Verfügung stellte. In den Jahren 1981 bis 1986 bestand die Hauptarbeit im Entfernen des schwarzen Anstrichs. Das Gestühl wurde mit Hilfe von 3500 Litern Ethylalkohol von der Farbe befreit. Der erste Arbeitsabschnitt verursachte Kosten in Höhe von 880.000 DM. Von 1986 bis 1992 mussten die Arbeiten am Gestühl eingestellt werden, da die Kirche restauriert wurde.
Im Mai 1992 begann der zweite Abschnitt des Wiederaufbaus, für den als Anhaltspunkt lediglich die in den 1880er Jahren zu Verkaufszwecken angefertigten Fotografien herangezogen werden konnten. Mehr Teile als anfangs gedacht mussten nachgeschnitzt werden. Akanthusschmuck, Fruchtgehänge und Masken waren zu ergänzen oder ganz zu erneuern. Für elf Stühle musste ein neues Gebälk angefertigt werden. Von 25 Pulten waren nur noch 21 erhalten geblieben. Für diese Erneuerungen wurden 1991 Eichenholzblöcke aus dem Fränkischen Seenland bestellt und im Kreuzgang gelagert. Insgesamt wurden für die Rekonstruktion etwa zehn Kubikmeter Eichenholz benötigt. Ignaz Waibl hatte etwa achtzig Kubikmeter Holz verarbeitet. Mit den Fortschritten bei der Restaurierung wuchs auch der Wunsch, das gesamte Gestühl in der Fassung von 1883 wiederherzustellen, die wohl weitgehend mit der Aufstellung von 1711 übereinstimmte. Georg Simnacher führte Gespräche mit den Salesianern, die die ehemalige Klosterkirche der Kartäuser gottesdienstlich nutzten, und erhielt von ihnen im März 1993 die Zustimmung zur Schließung des Lettners. Jetzt war der Weg zur Rekonstruktion des gesamten Gestühls frei.
Mit dem Aufbau wurde am Portal zur Sakristei begonnen, das bereits ein Jahr zuvor in einfacher Form anhand alter Fotografien rekonstruiert worden war. Das von Waibl geschnitzte Sakristeiportal ist verschollen. Fotos belegen, dass das Gestühl unmittelbar an die Türstockverkleidung grenzte. Zuerst wurde also die Nordseite errichtet, danach die Südseite, im Spätsommer 1993 wurde mit der Westseite begonnen. Dabei wurde der bei der Restaurierung 1955/56 geöffnete Kreuzgang wieder geschlossen und zum Kreuzganglettner zurückgebaut. Der zweite Arbeitsabschnitt schlug mit 1.200.000 DM zu Buche und damit erreichten die Kosten der Wiederherstellung des Chorgestühls, an denen sich wieder mehrere kommunale Geldgeber und der Freistaat Bayern beteiligten, mit rund zwei Millionen DM die gleiche Höhe wie der Kaufpreis. Nach Abschluss der Arbeiten wurde das Chorgestühl am 24. Juni 1994 im Priesterchor feierlich benediziert. Begünstigt durch die hohe Luftfeuchtigkeit in der Kirche hat sich 2011 ein Schimmelpilz im Chorgestühl eingenistet. Es wird versucht, eine Beschichtung zu finden, die eine weitere Ausbreitung des Pilzes verhindern soll.

## Beschreibung
Das Chorgestühl besteht aus 31 Sitzen und ist hufeisenförmig in Anlehnung an den Kreuzganglettner aufgestellt. Die Nordseite mit ihren zwölf Stallen hat eine Länge von 10,62 Metern, die Südseite mit dreizehn Stallen ist 11,35 und die Westseite mit sechs Plätzen 8,34 Meter lang. Das Gestühl ist dreistufig gegliedert und besteht aus den Sitzen mit Schulterringen, den darauf aufgebauten Dorsalen und dem nach oben abschließenden baldachinartigen Gebälk. Die Sitze sind bis zu den Schulterringen etwa 1,02 Meter hoch, wobei die Sitzhöhe zwischen 46 und 49 Zentimeter schwankt. Die Dorsale haben eine durchschnittliche Höhe von 1,42 Metern, das Gebälk ragt 47 Zentimeter empor. Ein Sitz hat eine Gesamtbreite von etwa 88 Zentimetern. Das Gestühl steht auf einem Laufboden von 38,5 Zentimeter Höhe.

### Sitze und Pulte

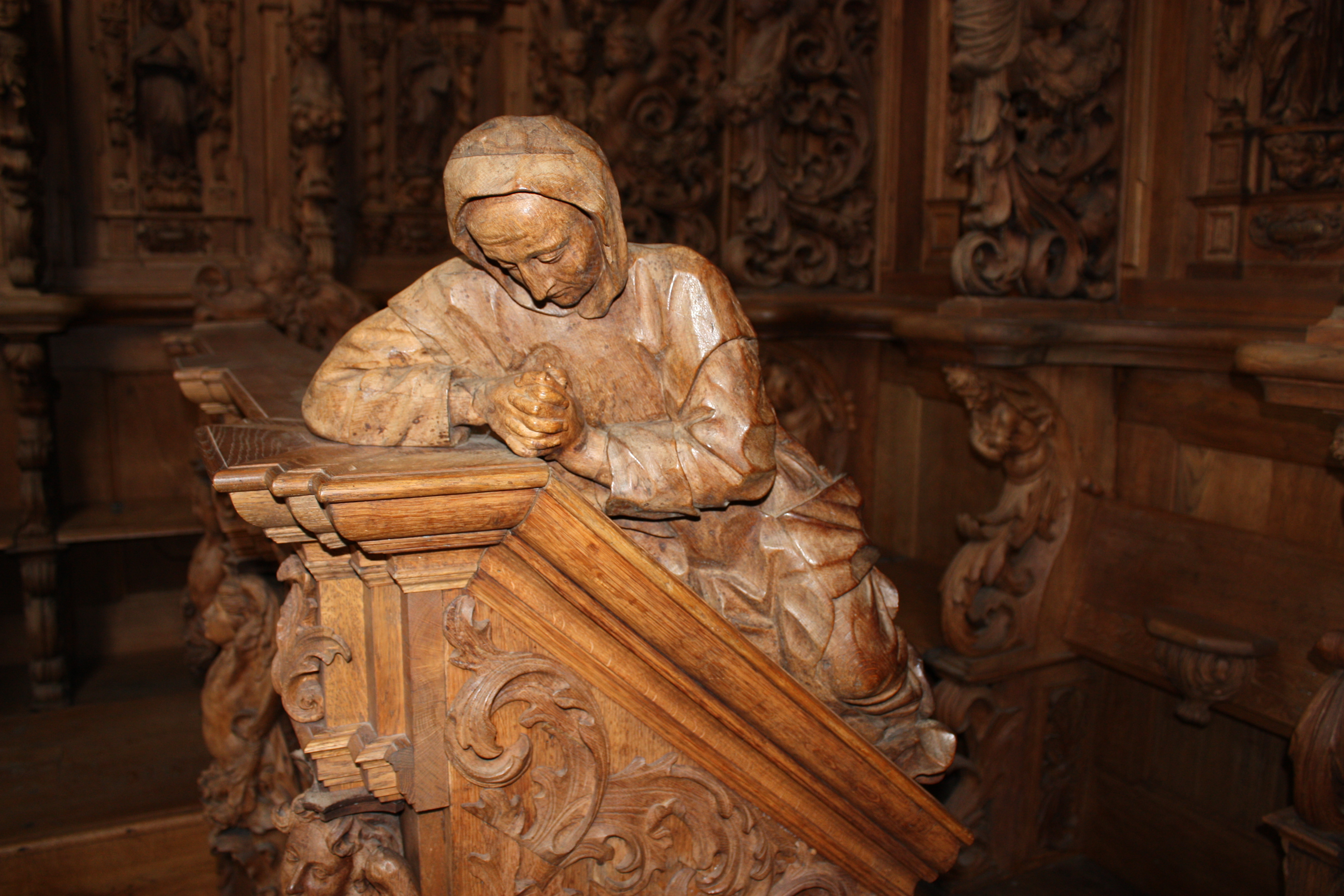
Kartäuser am Pult südlich des Eingangsportals

Da nur wenige Reste erhalten waren, musste der einstufige Laufboden komplett neu angelegt werden. Die sichtbaren Teile bestehen aus Eichenholz, der Unterbau ist mit Fichtenkanthölzern versteift. Auf dem Holzboden stehen die Sitze. Zwischen zwei Stallenwangen, den Sitzwangen, sind die hochklappbaren Sitzbretter angebracht, die an ihrer Unterseite mit Miserikordien versehen sind, einer Stehhilfe für die Mönche. Die Rückwände sind aus glattem Holz. Die Sitzwangen bestehen aus Akanthusschnitzwerk, das oben in einer konsolenartig geneigten Halbfigur endet, die einem von vier verschiedenen Typen zugeordnet werden kann. Manche Halbfiguren sehen wie Putten mit angelegten Flügeln aus, es gibt einen Tuchtyp mit einem Kopftuch, das den ganzen Rücken bedeckt, einen Tuchtyp mit gekreuzten Armen und eine Gruppe, die durch eine Brustbinde gekennzeichnet ist. Auf den bis zu 44 Zentimeter tiefen Sitzwangen und den Rückwänden liegen Schulterringe.

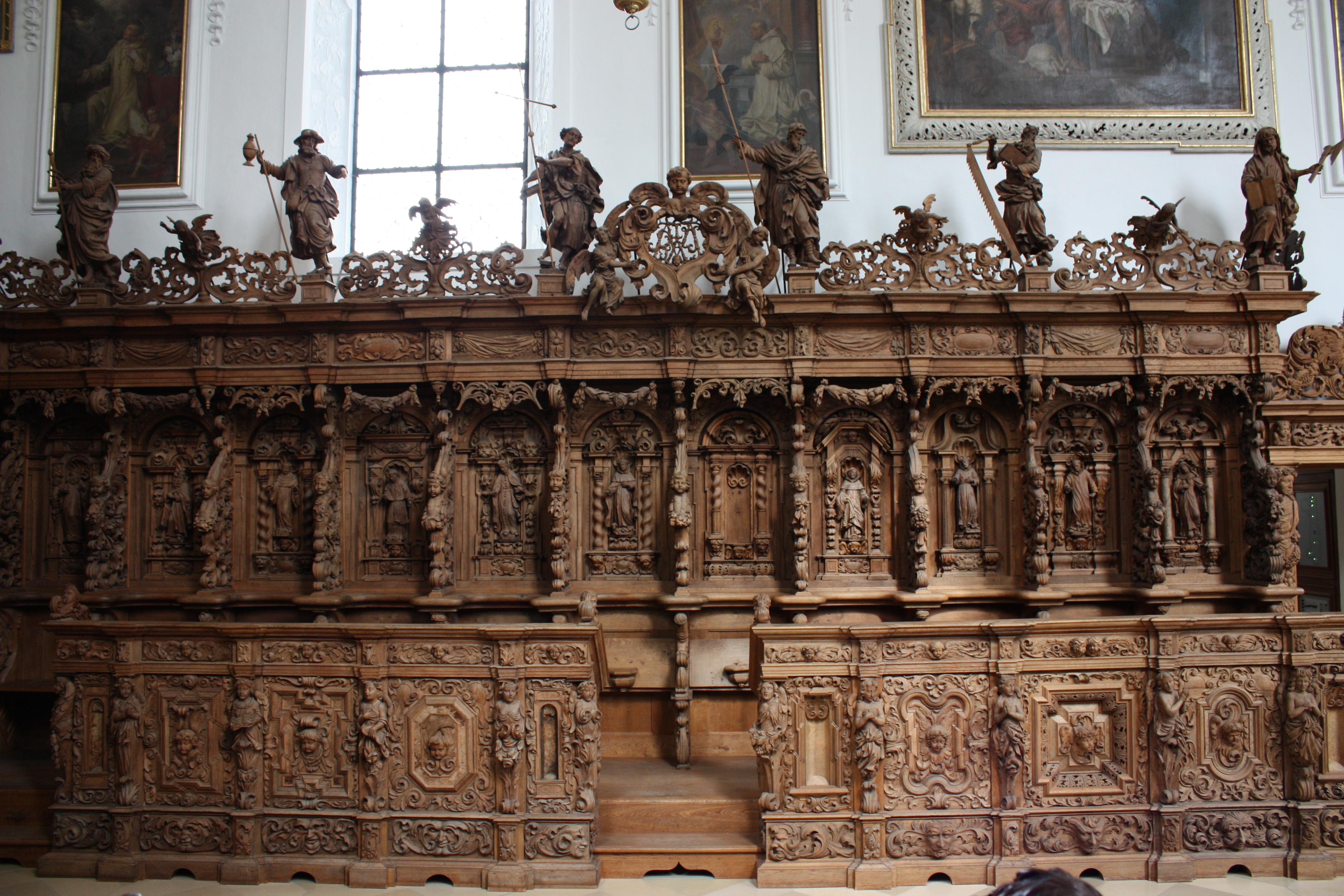
Frontalansicht der Nordseite mit Pultblöcken

Vor den Sitzen sind in einem Abstand von 68 Zentimetern Pulte aufgebaut, die zu mehreren Blöcken zusammengeschlossen sind. Um den Zugang zu den Sitzreihen zu ermöglichen, verfügen sechs Stallen über keine Pulte. An der Nordseite stehen zwei Blöcke zu je fünf, am Lettner zu je zwei Pulten. An der Südseite sind einmal fünf und einmal sechs Pulte aneinandergereiht. An den beiden Enden der Blöcke sind auf den schrägen Pultabdeckungen Putten dargestellt, die in Akanthusranken übergehen. Beim Eingangsportal sind es zwei betende Kartäusermönche in der für ihren Orden charakteristischen Variante der Prostratio. Wie die Dorsale sind die Pultvorderseiten architektonisch gegliedert. Die Sockel sind mit Akanthusranken verziert, die sich mittig zu teils bösartig aussehenden Blattmasken formen und dem Dämonischen Ausdruck verleihen. Auf den Sockeln erheben sich aus Blätterwerk Halbfiguren von Gebälkträgern, meist in Engelsgestalt. Die Felder zwischen ihnen sind mit verschiedenen geometrischen Formen geschmückt, mit je einem Engelsköpfchen im Zentrum. Die ersten und letzten Felder der Blöcke auf der Nord- und Südseite sind schmaler und haben eine leere Nische in der Mitte. Puttenköpfe und Akanthusranken füllen die Frieszone des Gebälks.

### Dorsale

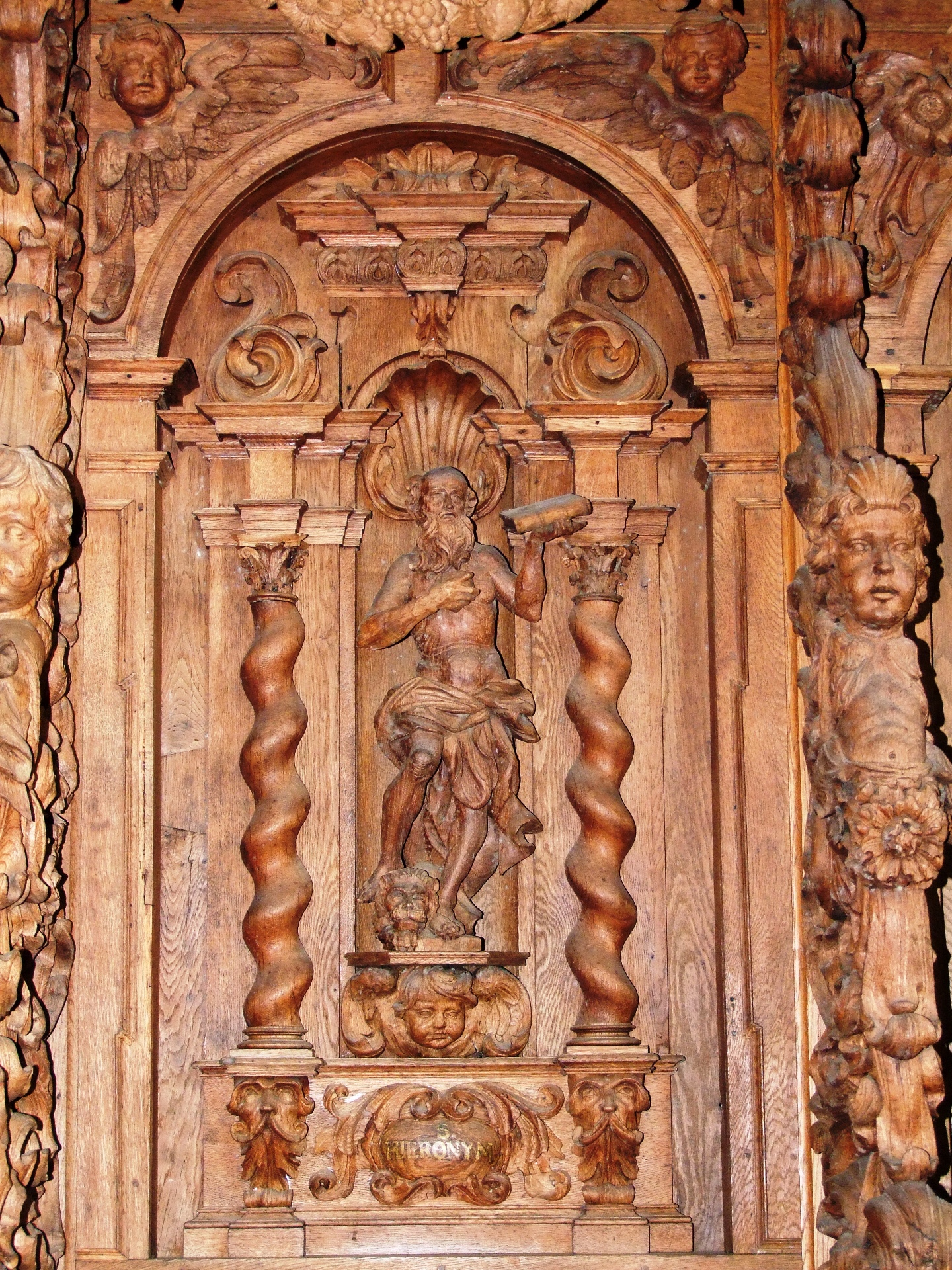
Dorsale mit Hieronymus

Direkt über den Sitzwangen stehen auf den Schulterringen die Hochwangen, bei denen sich an Nord- und Südseite zwei Typen von unterschiedlicher Höhe abwechseln. Die niedrigeren sind 1,42 Meter hoch und enden an der unteren Kante des Gebälks, so dass der Eindruck entsteht, sie würden das Gebälk tragen. Die höheren messen 1,57 Meter und reichen bis ins Innere des hohlen Gebälkkastens. In der Mitte der Hochwangen sind, frontal ausgerichtet, hermenartige Engelsfiguren zu finden, die in durchbrochen geschnitztes Akanthusrankenwerk übergehen. Zwischen den Hochwangen befinden sich die Dorsale, die Rückwände der einzelnen Stallen, mit Rundbogennischen, die einen architektonischen Aufbau haben. Die unterste Ebene bildet ein Sockel mit einer Namenskartusche. Über der Kartusche ist eine von einer Muschel bekrönte weitere Nische mit einer Putten- oder Akanthusblattkonsole für die Heiligenfigur angebracht, die dort aufgestellt ist. Diese Nische ist von Stützelementen, meist Säulen oder Pilastern, flankiert, die ein Gebälk mit einer abwechslungsreich gestalteten Giebelzone tragen. Die Zwickel zwischen Rundbogen und Hochwangen sind abwechselnd mit Puttenköpfen oder Akanthusblättern gefüllt.
Auf den Konsolen der Nischen stehen Skulpturen von Christus, Maria, Ordensgründern und Persönlichkeiten, mit denen einzelne Orden verbunden sind. Diese Figuren sind mit 47 Zentimetern nur etwa halb so groß wie die Statuen auf dem Gesims. Da nicht nur zahlreiche Heiligenattribute und drei Skulpturen abhandengekommen sind, sondern auch drei Namen in den Kartuschen fehlen, musste die Reihenfolge der heutigen Aufstellung mühevoll rekonstruiert werden. Immer noch gibt es mehrere Plätze auf der Nord- und Südseite, bei denen die Zuordnung eines bestimmten Heiligen fraglich erscheint.

#### Westseite

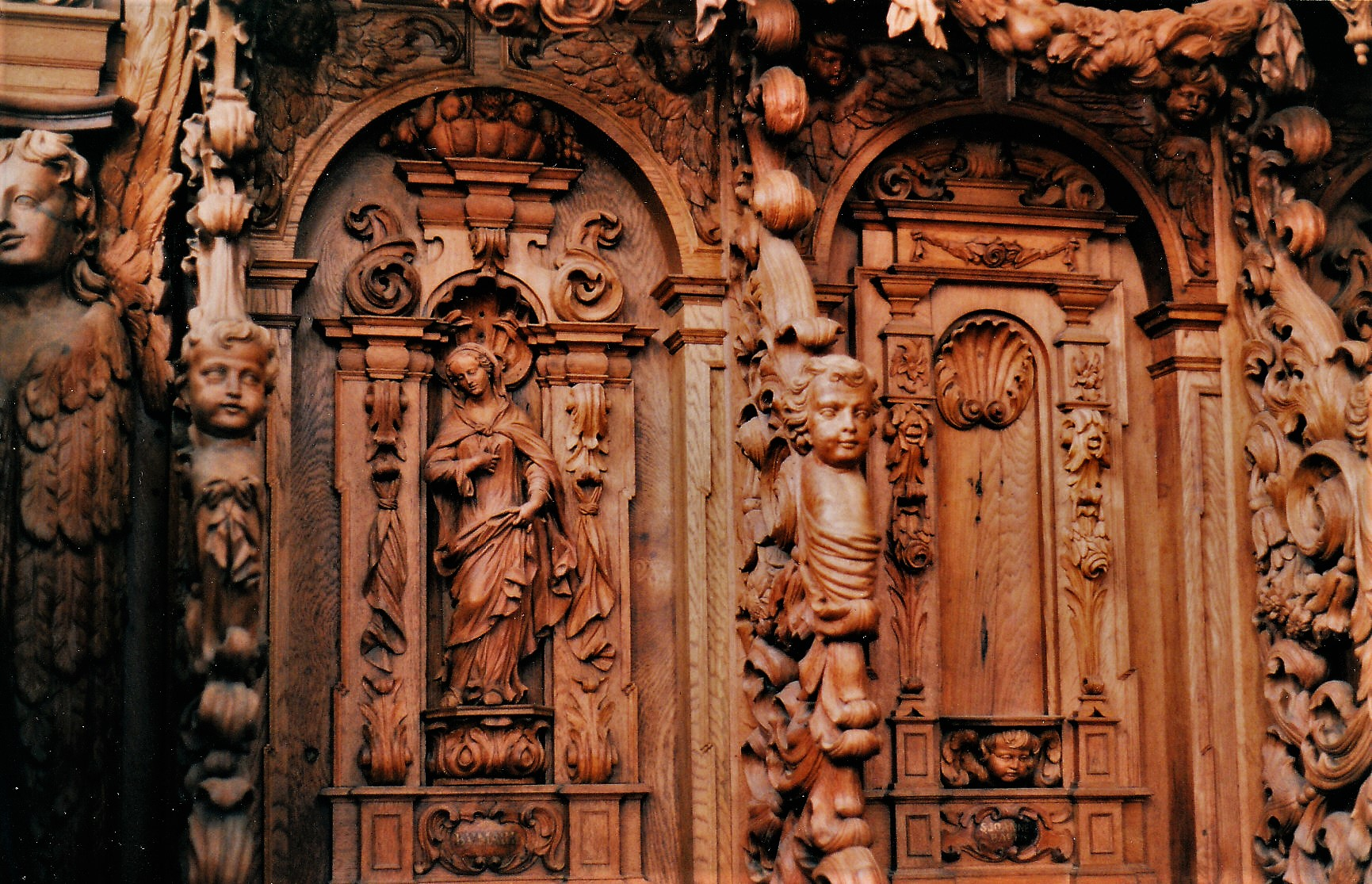
Dorsale mit Maria

Der Eingang wird von Christus und Maria flankiert. Christus ist südlich des Portals, auf der Epistelseite, mit der Weltkugel in der linken Hand als Salvator mundi dargestellt. Seine Rechte ist zum Segnen ausgestreckt. Diese Stalle ist für den Prior bestimmt. Auf der Evangelienseite rafft Maria mit der Linken ihr überlanges Gewand etwas hoch, während die rechte Hand auf ihrer Brust ruht. Die Plätze neben Christus sind Elija und Paulus von Theben gewidmet. Der alttestamentliche Prophet Elija, der von den Karmeliten als ihr Ordensstifter verehrt wird, tritt mit seinem linken Fuß auf einen abgeschlagenen bärtigen Kopf. Dieses Attribut steht in Bezug zum Gottesurteil auf dem Karmel, als Elija nach seinem Sieg über die Propheten des Baal diese töten ließ (1 Kön 18,16–40 ). Der Platz des Paulus von Theben ist leer, seine Statue verloren gegangen, nur die Inschrift auf der Namenskartusche erinnert an ihn. Er war der erste Einsiedler und wurde zum Vorbild für die Pauliner. Die Statue von Johannes dem Täufer ist verschollen. Besondere Verehrung brachten ihm die Einsiedler vom heiligen Johannes entgegen, ein Orden, der 1575 von Papst Gregor XIII. bestätigt wurde. Der Name des Täufers auf der Kartusche zeigt an, dass er den Platz neben Maria innehatte, gefolgt von Antonius dem Großen, dem Vater des abendländischen Mönchtums, leicht zu erkennen am Antoniuskreuz auf seinem Umhang und dem Glöckchen in seinen Händen. Auf ihn berufen sich die Antoniter. Sie machten mit dem Läuten des Antoniusglöckchens bei Sammlungen für ihre Spitäler aufmerksam.

#### Südseite

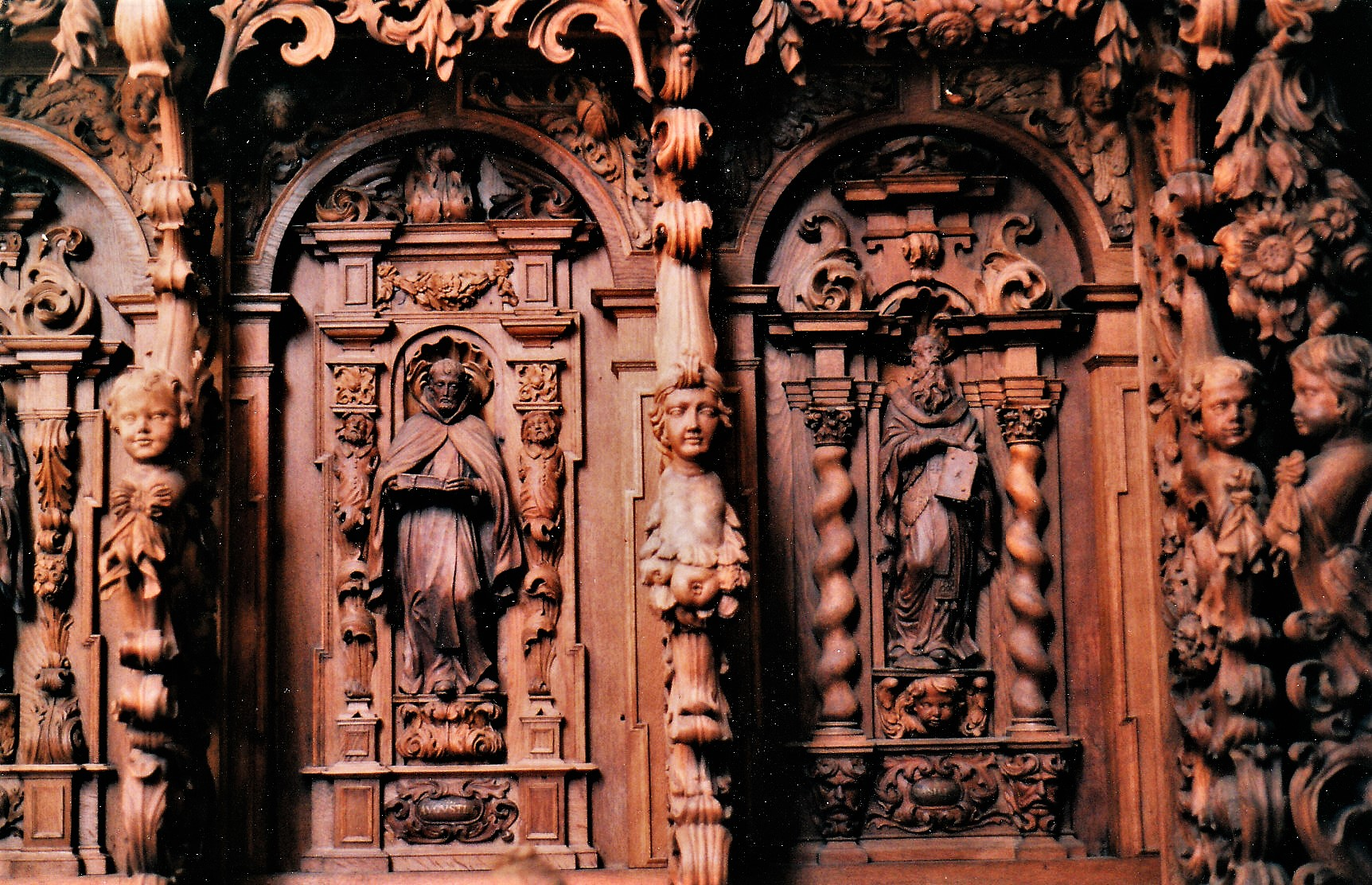
Dorsale mit Augustinus und Basilius dem Großen

Auf Paulus von Theben folgt auf der Südseite Basilius der Große, der als Vater des morgenländischen Mönchtums angesehen wird. Als einer der großen griechischen Kirchenlehrer wird er im bischöflichen Ornat mit dem Evangelienbuch dargestellt. Nach seinen Regeln leben die Mönche des griechischen Ritus. Nach der Inschrift auf der Kartusche soll im nächsten Dorsalefeld eine Skulptur des heiligen Augustinus stehen, der meist als Bischof mit einem flammenden Herzen als Attribut abgebildet wird. Die Statue zeigt ihn im Ordensgewand mit einem Buch ohne ein individuelles Attribut, das letzte Sicherheit geben könnte. Im dritten Feld ist der Benediktinerabt und Reformer Odo von Cluny zu sehen, der die Regeln für seinen Orden verschärfte. Neben ihm befindet sich Bruno von Köln, der Gründer der Kartäuser, in seiner Ordenstracht. Der Eremit Wilhelm von Malavalle hebt sich von allen anderen durch seine ungewöhnliche Kleidung ab. Er trägt einen Helm und einen Kettenpanzer unter einem Bußgewand aus Fellen. Seine Hände sind zum Gebet gefaltet. Er ist Vorbild für die Wilhelmiten, deren Orden an seinem Grab gegründet wurde. Die nächste Kartusche ist mit Stephan von Muret, dem Namen des Gründers der Grammontenser beschriftet. Die Skulptur kann ihm nicht mit letzter Sicherheit zugeordnet werden. Dargestellt ist ein Mönch, der mit dem rechten Zeigefinger einen Ring hält. Keine Zweifel gibt es bei Johannes von Matha, dem Mitbegründer der Trinitarier, der mit seinem Ordensgewand bekleidet ist. Auf dem Skapulier ist in Brusthöhe deutlich das Ordenskreuz erkennbar.

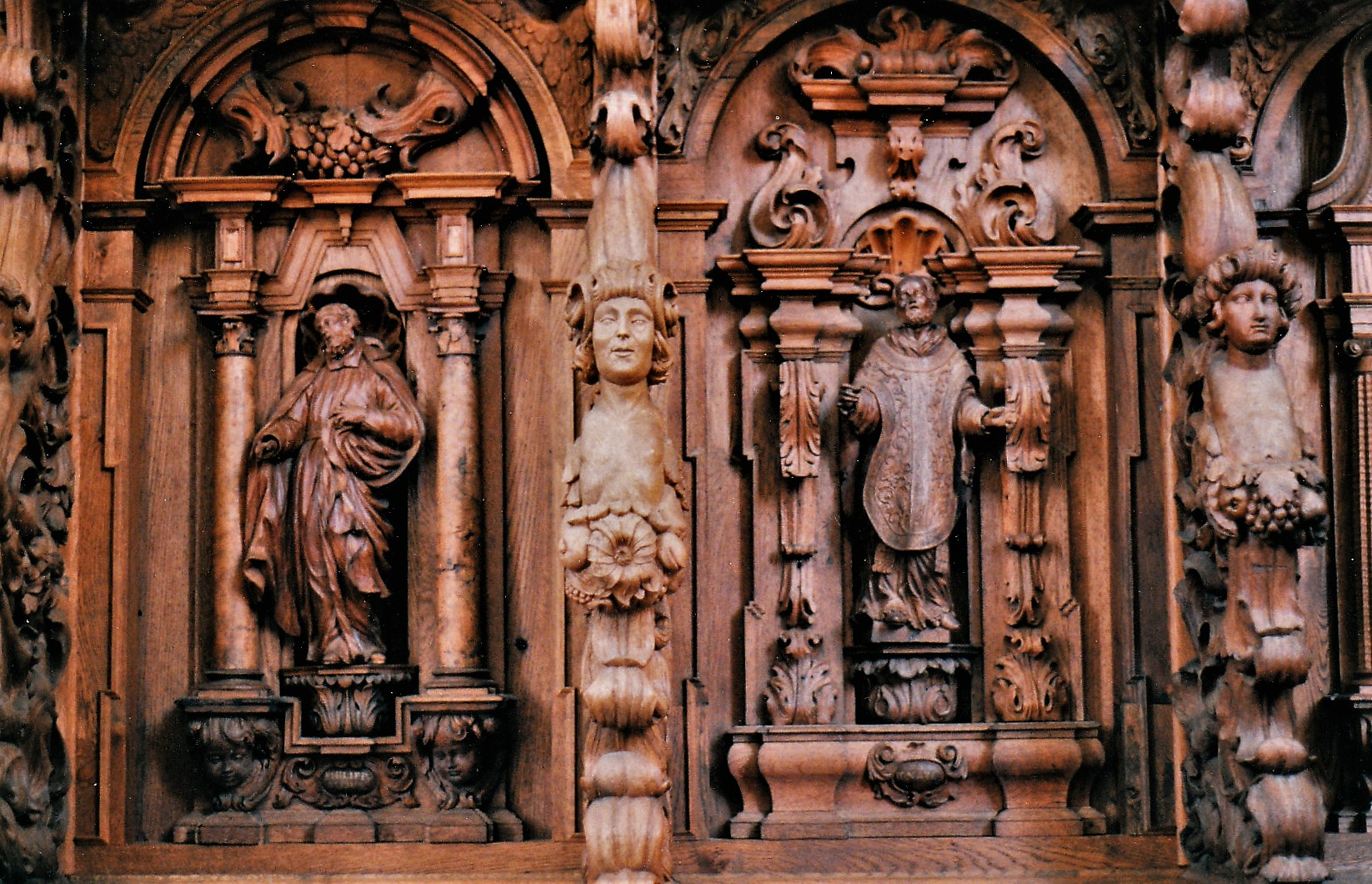
Dorsale mit Philipp Neri und Ignatius von Loyola

Bei der nächsten Stalle fehlt die Namenskartusche und so lässt sich nach Friedrich Kobler nicht belegen, wer dort vorgesehen war. Franz von Paola, der Gründer der Paulaner (Minimen), gehört zeitlich ins 15./16. Jahrhundert und passt nicht zwischen Johannes von Matha und Petrus Nolascus, die beide ins 12./13. Jahrhundert zu datieren sind, da die Personen in den beiden Längsreihen chronologisch von West nach Ost angeordnet sind. Gegen die These, dass es sich bei der Figur um diesen Ordensstifter handelt, spricht, dass seine Tonsur fehlt und er nicht durch einen Strick über dem Skapulier gegürtet ist. Petrus Nolascus ist Mitgründer der Mercedarier und kann durch das Wappen des Königreiches Aragon auf seinem Skapulier eindeutig identifiziert werden. Wegen fehlender Kartusche lässt Kobler die Besetzung der nächsten Nische offen. Zu sehen ist Birgitta von Schweden, die Gründerin des Birgittenordens, die ein Buch in ihren Händen hält. Unter ihrem Kopftuch wird die sogenannte Birgittenkrone sichtbar, die zur Ordenstracht der Birgittinen gehört. Neben ihr steht Kajetan von Thiene, Mitgründer der Theatiner, bekleidet mit einer gegürteten Soutane und einem Mantel mit einem Kragen. Auf ihn folgt im Messgewand und mit ausgebreiteten Armen Ignatius von Loyola, der Gründer der Jesuiten. Gemäß der Inschrift ist Philipp Neri, der den Orden der Oratorianer gründete, der letzte in der bei der Barockisierung verkürzten Reihe. Er trägt einen langen Mantel über der mit dem Zingulum gegürteten Soutane.

#### Nordseite

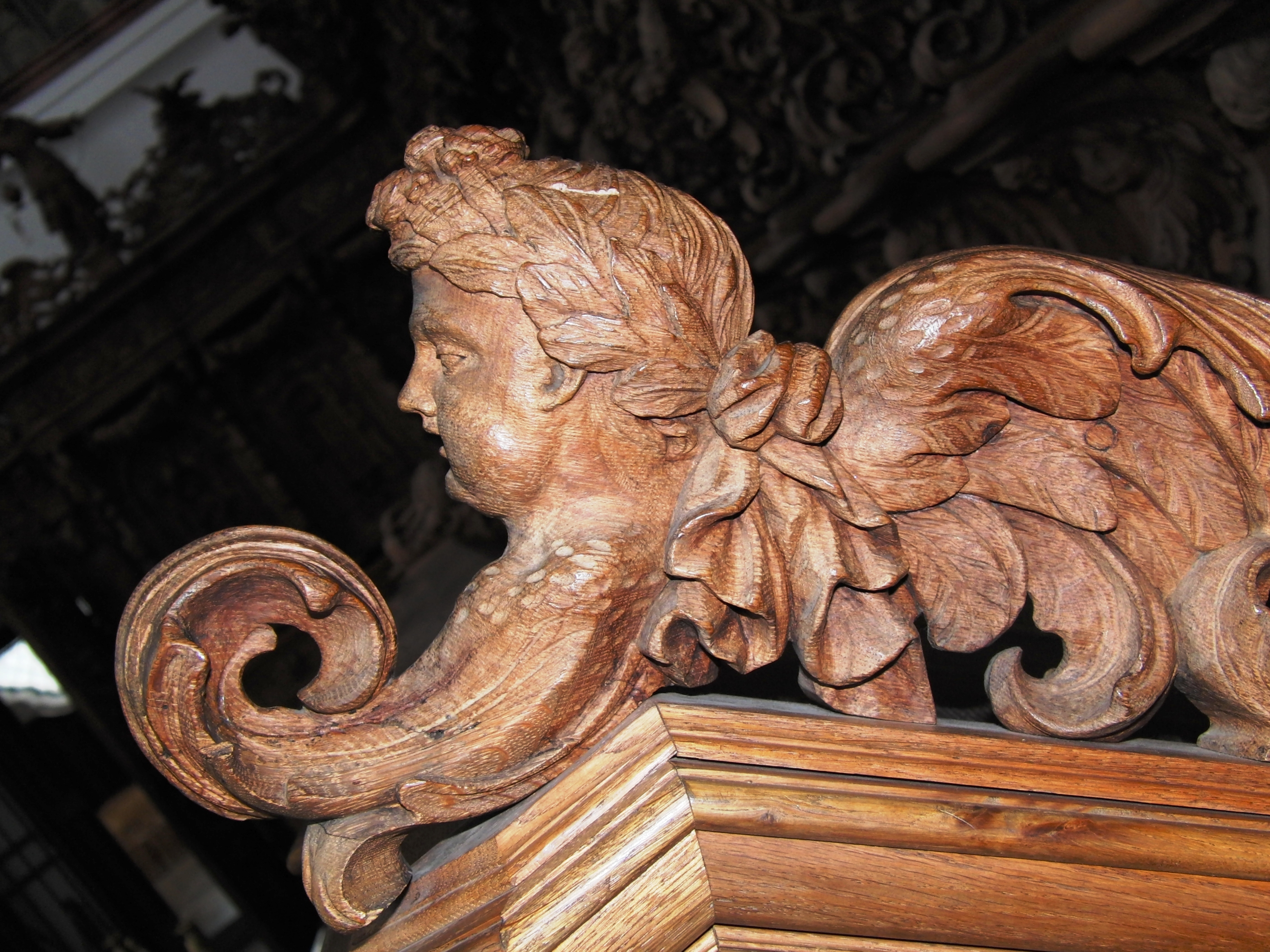
Puttenkopf auf einem Pult

Der Kirchenvater Hieronymus nimmt den ersten Platz im Westen der Nordseite ein. Mit dem rechten Fuß auf einem Löwen stehend, dem er der Legende nach einen Dorn aus der Pranke gezogen hatte, wird er nicht, wie oft üblich, als Kardinal abgebildet, sondern als büßender Einsiedler. Er ist spärlich bekleidet, nur mit einem Tuch um seine Hüften, und schlägt als Bußübung mit der rechten Hand mit einem Stein auf seine Brust; mit der linken hält er seine Bibelübersetzung empor. Benedikt von Nursia, mit einem Buch in seiner Rechten, auf dem sich ein zersprungener Becher befindet, war Gründer der Benediktiner und wird ebenso wie Antonius der Große als Vater des abendländischen Mönchtums bezeichnet. Der Becher weist auf die Legende hin, in der berichtet wird, dass Mitbrüder den Heiligen wegen seiner strengen Zucht töten wollten. Als Benedikt den Becher mit vergiftetem Wein segnete, zersprang er und der Wein lief aus. Gemäß den Inschriften sollen auf den beiden nächsten Plätzen Romuald von Camaldoli, der Gründer der Kamaldulenser, und Robert von Molesme, Mitbegründer der Zisterzienser, stehen. Bei beiden Figuren gibt es leichte Unsicherheiten, da sie durch keine charakteristischen Attribute eindeutig bestimmbar sind. Anders ist die Lage bei Norbert von Xanten, dem Gründer der Prämonstratenser, der trotz fehlender Attribute an seiner Kleidung erkennbar ist, die auf sein Dasein als Regularkanoniker und auf seine Tätigkeit als Erzbischof von Magdeburg hinweist.

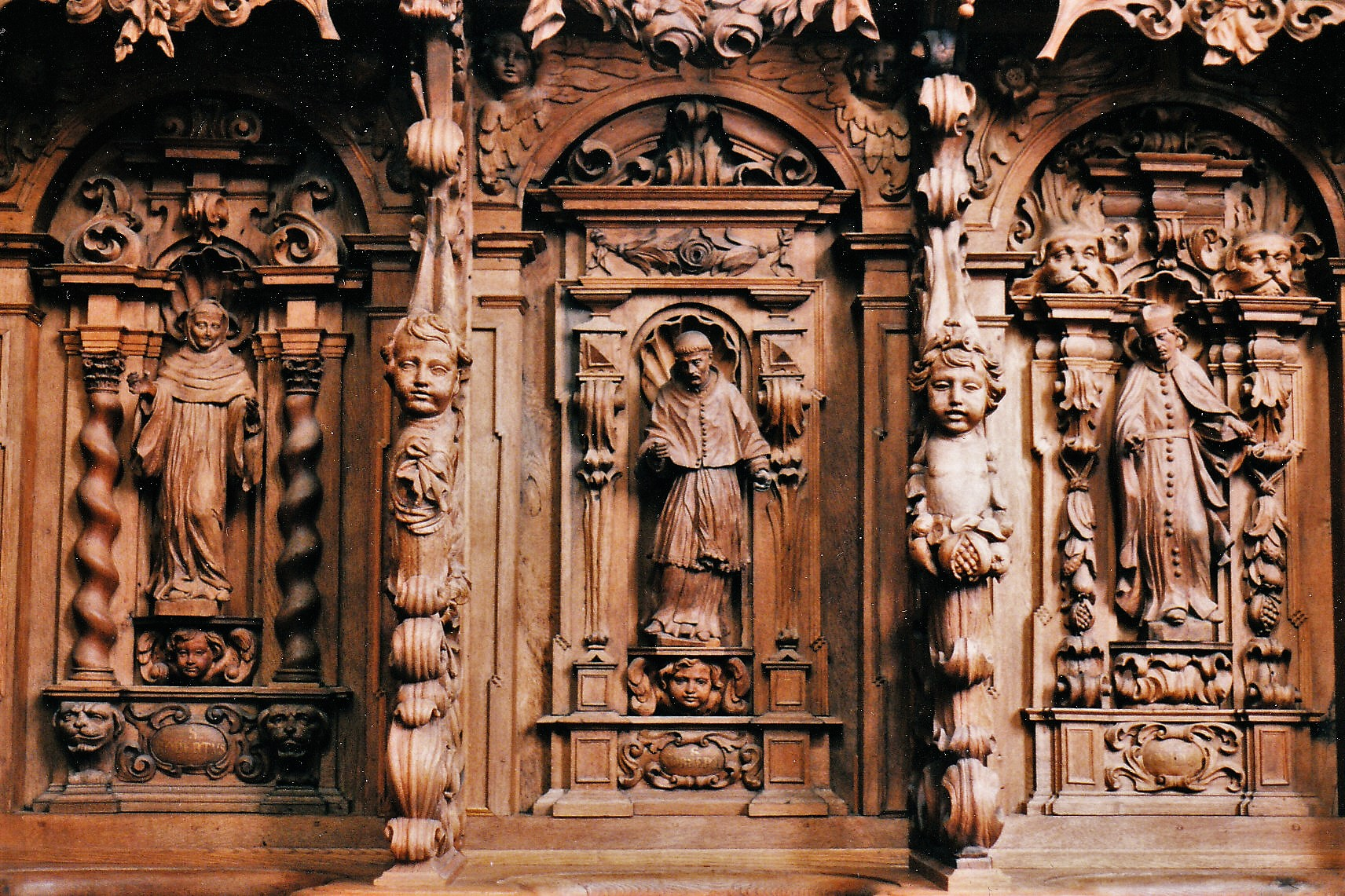
Dorsale mit Robert von Molesme, Norbert von Xanten und Guido von Montpellier

Ebenso eindeutig identifizierbar ist Guido von Montpellier, der Gründer der Brüder vom Orden des Heiligen Geistes, bekleidet mit Talar, Birett und einem Mantel. Auf Mantel und Talar ist als Ordenszeichen ein Patriarchenkreuz mit gespaltenen Enden zu sehen. Auf ihn folgt Dominikus von Caleruega, Gründer der Dominikaner, mit einem Hund als Attribut zu seinen Füßen.
Seine Mutter hatte geträumt, ihr Sohn wäre ein Hund mit einer Fackel im Maul, die die ganze Welt erleuchtet. Die Fackel an der Statue ist verloren gegangen. Das Dorsalefeld neben Dominikus ist leer; die Kartusche gibt an, dass es der Platz von Philippus Benitius ist, dem Generalprior der Serviten. In der nächsten Nische ist die Statue von Petrus de Murrone aufgestellt, einem Einsiedler, der 1294 zum Papst gewählt wurde und als Coelestin V. bereits nach wenigen Monaten sein Amt wieder niederlegte. Als Attribut hält er den abgelegten Papstmantel auf seinem rechten Arm. Er ist Gründer der später nach ihm benannten Coelestiner-Eremiten. Aufgrund der fehlenden Inschrift ist die Figur neben Petrus de Murrone nicht mehr ermittelbar. In der jetzigen Aufstellung ist der Platz mit Franz von Assisi besetzt, dem Gründer des Franziskanerordens. Er ist erkennbar an seinen Wundmalen. Laut Kartusche stellt die vorletzte Skulptur Johannes von Gott dar, den sich die Barmherzigen Brüder zum Vorbild nahmen. Seine Attribute sind verloren. Mit einer Flamme vor ihrer Brust als Zeichen der Gottesliebe steht Teresa von Ávila als Reformerin der Karmeliten am Ende der verkürzten Nordseite.

#### Skulpturenprogramm der Dorsalefelder
Bei der Auswahl der Heiligen wurden gemäß der Lebensweise der Kartäuser Einsiedler und Gründer von Eremitenorden bevorzugt. Stichvorlagen für die geschnitzten Figuren hat man bislang nicht gefunden. Eine Identifizierung aller Statuen inklusive ihrer Zuweisung auf die richtigen Plätze ist mit letzter Sicherheit nicht möglich.
Der architektonische Aufbau der Dorsalfelder wechselt von Feld zu Feld. Die einander gegenüberliegenden Dorsale bei der Nord- und Südseite hat Waibl mit großer Ähnlichkeit konzipiert, so dass von einem symmetrischen Aufbau des Gestühls gesprochen werden kann. Bei der Kürzung um fünf Stallen entfernte man nicht nur die letzten Stühle der beiden Reihen, sondern man nahm mitten im Gestühl eine Veränderung vor. Entweder stellte man den Sitz des Franz von Paola in die Südseite willkürlich ein oder man entfernte die ihm gegenüber liegende Stalle auf der Nordseite. Von Westen her sind bis zu dem Paar Dominikus von Caleruega und Johannes von Matha alle Dorsale symmetrisch, Franz von Paola hat kein entsprechendes Gegenüber, dafür gehören die Dorsale von Philippus Benitius und Petrus Nolascus zusammen, und alle folgenden sind unter dem Gesichtspunkt der Symmetrie ebenso um einen Platz verschoben.
| Norden              | Norden              | Norden                                                                              | Mittelgang | Süden                                                                  | Süden              | Süden              |
| Fehlendes           | Bild                | Persönlichkeit                                                                      |            | Persönlichkeit                                                         | Bild               | Fehlendes          |
| ------------------- | ------------------- | ----------------------------------------------------------------------------------- | ---------- | ---------------------------------------------------------------------- | ------------------ | ------------------ |
|                     |                     |                                                                                     |            | Philipp Neri 16. Jh. Gründer der Oratorianer                           |                    |                    |
|                     |                     | Teresa von Ávila 16. Jh. Reformerin der Karmeliten                                  |            | Ignatius von Loyola 15./16. Jh. Gründer der Jesuiten                   |                    |                    |
|                     |                     | Johannes von Gott (?) 15./16. Jh. Vorbild für die Barmherzigen Brüder               |            | Kajetan von Thiene 15./16. Jh. Mitgründer der Theatiner                |                    |                    |
| Kartusche           |                     | Franz von Assisi (?) 12./13. Jh. Gründer des Ordens der Minderen Brüder             |            | Birgitta von Schweden (?) 14. Jh. Gründerin der Birgittinen            |                    | Kartusche          |
|                     |                     | Petrus de Murrone 13. Jh. Gründer der Coelestiner-Eremiten                          |            | Petrus Nolascus 12./13. Jh. Mitgründer der Mercedarier                 |                    |                    |
| Figur               |                     | Philippus Benitius 13. Jh. Generalprior der Serviten                                |            | Franz von Paola (?) 15./16. Jh. Gründer der Paulaner (Minimen)         |                    | Kartusche          |
|                     |                     | Dominikus von Caleruega 12./13. Jh. Gründer der Dominikaner                         |            | Johannes von Matha 12./13. Jh. Mitgründer der Trinitarier              |                    |                    |
|                     |                     | Guido von Montpellier 12./13. Jh. Gründer der Brüder vom Orden des Heiligen Geistes |            | Stephan von Muret (?) 11./12. Jh. Gründer der Grammontenser            |                    |                    |
|                     |                     | Norbert von Xanten 11./12. Jh. Gründer der Prämonstratenser                         |            | Wilhelm von Malavalle 12. Jh. Vorbild für die Wilhelmiten              |                    |                    |
|                     |                     | Robert von Molesme (?) 11./12. Jh. Mitgründer der Zisterzienser                     |            | Bruno von Köln 11./12. Jh. Gründer der Kartäuser                       |                    |                    |
|                     |                     | Romuald von Camaldoli (?) 10./11. Jh. Gründer der Kamaldulenser                     |            | Odo von Cluny 9./10. Jh. Benediktinerabt (Reformer)                    |                    |                    |
|                     |                     | Benedikt von Nursia 5./6. Jh. Gründer der Benediktiner                              |            | Augustinus (?) 4./5. Jh. Verfasser der Augustinusregel                 |                    |                    |
|                     |                     | Hieronymus 4./5. Jh. Eremit und Kirchenlehrer                                       |            | Basilius der Große 4. Jh. Vater des morgenländischen Mönchtums         |                    |                    |
| Westen (Nordhälfte) | Westen (Nordhälfte) | Westen (Nordhälfte)                                                                 | Mittelgang | Westen (Südhälfte)                                                     | Westen (Südhälfte) | Westen (Südhälfte) |
| Fehlendes           | Bild                | Persönlichkeit                                                                      |            | Persönlichkeit                                                         | Bild               | Fehlendes          |
|                     |                     | Antonius der Große 3./4. Jh. Vater des abendländischen Mönchtums                    |            | Paulus von Theben 3./4. Jh. Erster Eremit und Vorbild für die Pauliner |                    | Figur              |
| Figur               |                     | Johannes der Täufer 1. Jh. Vorbild für die Einsiedler vom Hl. Johannes              |            | Elija 9. Jh. v. Chr. Von den Karmeliten als „Gründer“ verehrt          |                    |                    |
|                     |                     | Maria                                                                               |            | Christus                                                               |                    |                    |

### Gebälk
Auf die Dorsalwände und die niedrigeren Hochwangen ist das mit Ornamenten und Figuren geschmückte Gebälk aufgesetzt. Sein Gewicht wird hauptsächlich von Zugankern getragen, die in der Wand des Priesterchores befestigt sind. Der untere Teil des Gebälks besteht aus drei Stufen. Darüber ist eine Frieszone angebracht, gefolgt von einem Kranzgesims. Beim Fries wechseln sich drei Ornamentformen ab, ein Draperietyp mit einem an zwei Seiten durch einen Knoten gerafften Tuch, ein Kartuschentyp mit Akanthusblättern und eine Variation eines Akanthusrankenornaments. Unter dem Gebälk sind zwischen den Hochwangen Girlanden aus Früchten, Blüten und Rankenwerk gespannt.

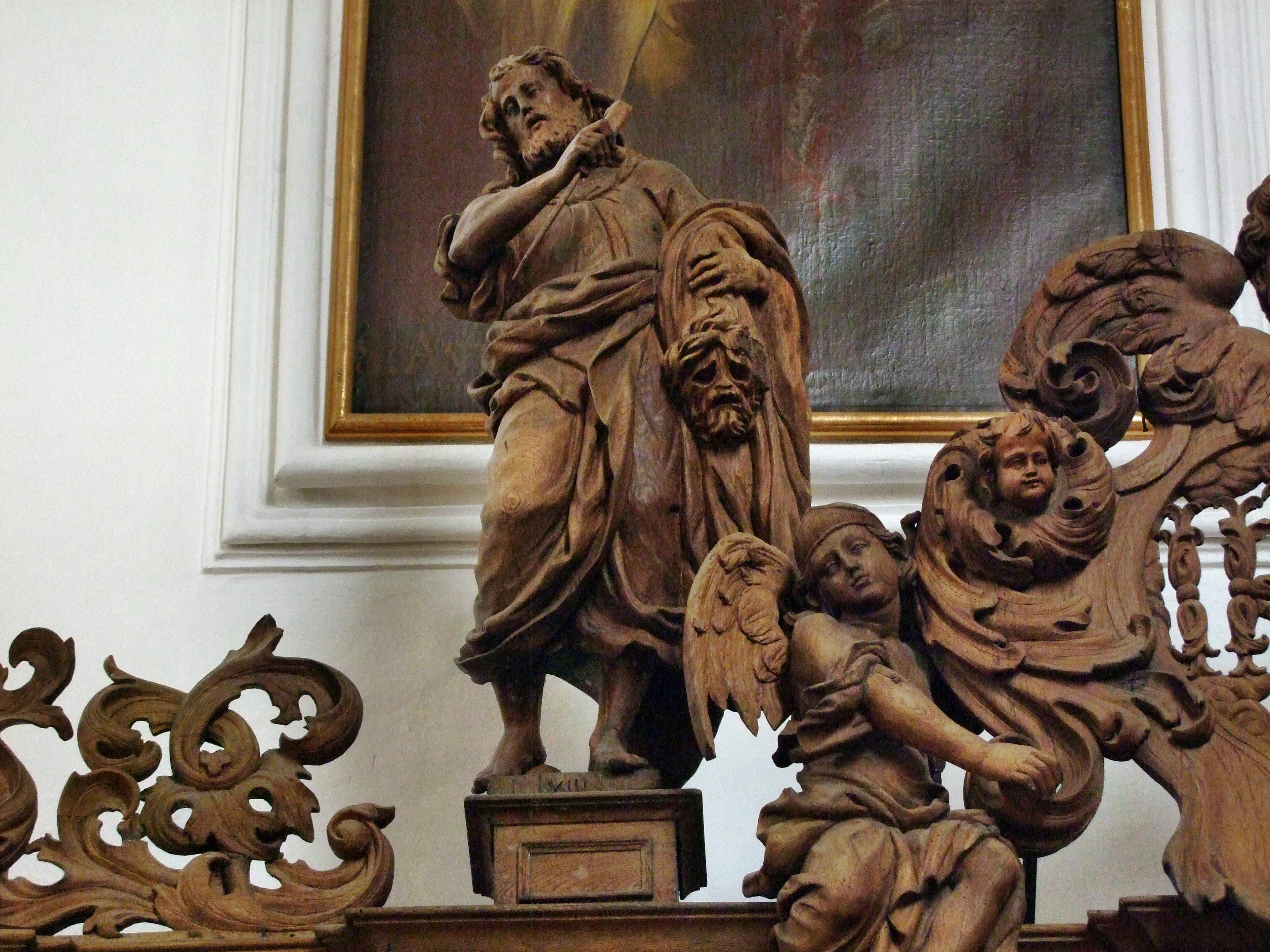
Bartholomäus mit abgezogener Haut im Arm

Auf dem Gesims sind auf der Nord- und Südseite je zur Hälfte die Skulpturen der zwölf Apostel auf kleinen Postamenten platziert. Statt Judas Iskariot gehört sein gewählter Nachfolger Matthias zu ihnen. Sie sind erkennbar an ihren Attributen, von denen etliche verloren gegangen waren und erneuert wurden. Die Bereiche zwischen den etwa einen Meter hohen Aposteln sind mit geschnitzten Engeln, von denen einige Musikinstrumente halten, und Rankenwerk ausgefüllt. Auf der Südseite beginnt die Aufstellung im Westen mit Petrus, der in seiner Rechten zwei Schlüssel als Attribut hält. Neben ihm steht sein Bruder Andreas, mit dem Rücken gegen ein großes Astkreuz, das nach ihm benannte Andreaskreuz, gelehnt. Mit dem Kelch in seiner linken Hand folgt der jugendlich aussehende Johannes. Die nächste Figur stellt Bartholomäus dar, der in der Rechten ein Messer trägt, während über seinen linken Arm die schon abgezogene Haut mit seinem Gesicht gelegt ist. Zwischen Johannes und Bartholomäus halten Engel das von drei Puttenköpfen umrahmte Jesusmonogramm IHS, bei dem der Buchstabe H mit drei Nägeln in einem Herz mit Seitenwunde verankert und mit einem Kreuz überhöht ist. Wegen der Walkerstange in seiner Rechten kann es sich beim nächsten Apostel nur um Jakobus den Jüngeren handeln, der seinen rechten Fuß auf einen Säulenstumpf setzt. Als Letzter in dieser Reihe steht Judas Thaddäus, der sich mit der linken Hand auf seine Keule stützt.

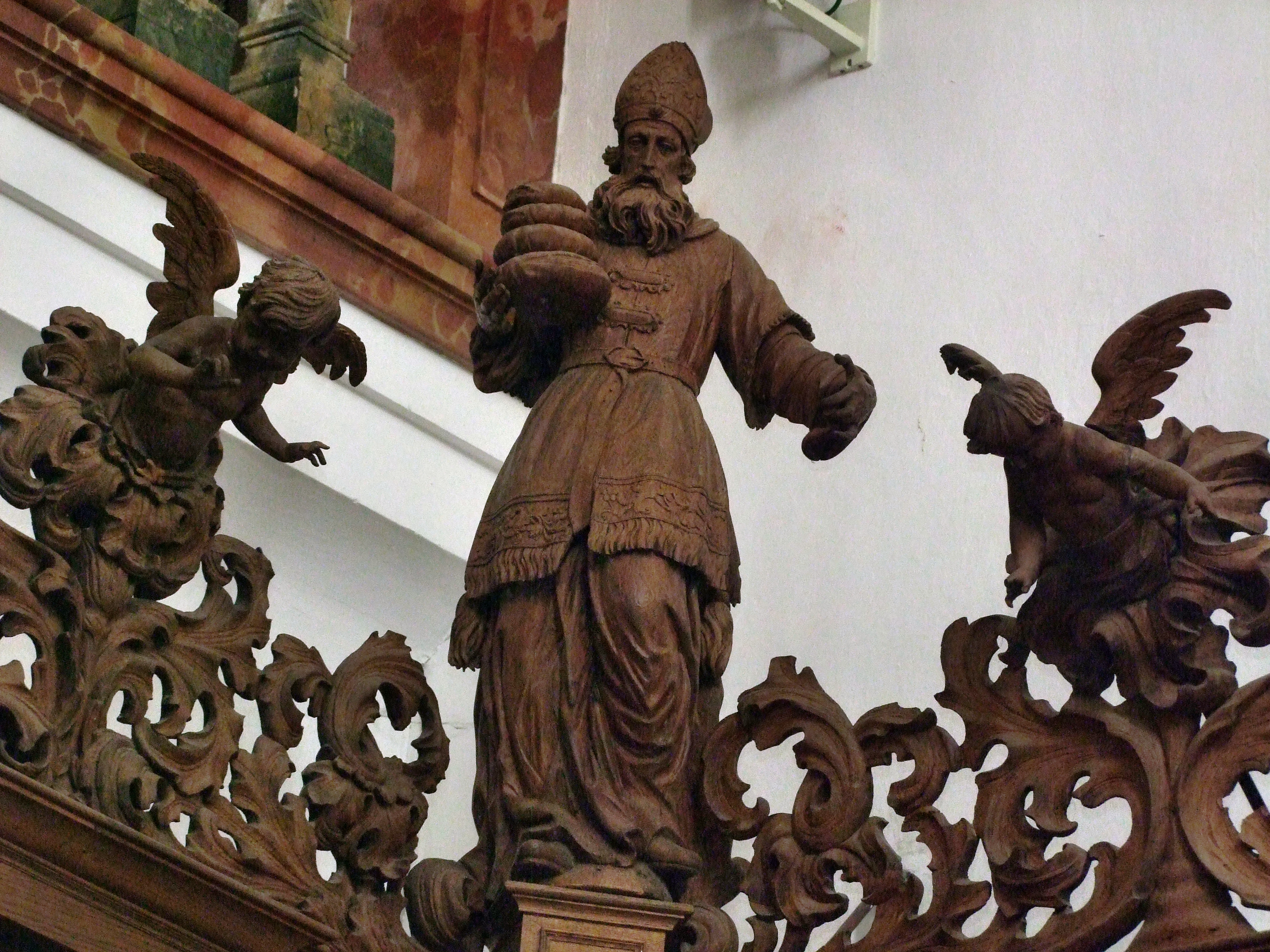
Melchisedek mit den Broten

Im Westen der Nordseite steht Matthäus am Anfang der Apostelreihe. Als Attribut ist ihm ein Schwert beigegeben. Kleidung und Ausrüstung eines Pilgers mit Stab, Tasche, Pilgerhut und einer Muschel gehören zu Jakobus dem Älteren. Als Dritter ist Philippus mit dem Kreuzstab in seiner Linken zu sehen, gefolgt von Thomas mit einer langen Lanze. Zwischen ihnen präsentieren zwei Engel ein Marienmonogramm, das von einem Puttenkopf mit Flügeln bekrönt ist. Neben Thomas befindet sich Simon mit einer Säge in der Rechten, die von seinem Postament bis in Schulterhöhe reicht. Den Abschluss bildet Matthias mit einem Beil in der erhobenen linken Hand.
Andreas und Philippus sind die einzigen Apostel, für die eine graphische Vorlage bekannt ist. Es sind Kupferstiche aus dem Apostel-Credo-Zyklus von Hieronymus Wierix (1553–1619), die seitenverkehrt umgesetzt wurden.
Die Skulpturen der Westseite stellen Persönlichkeiten aus dem Alten Testament dar, je zwei zu beiden Seiten des Eingangsportals. Von Nord nach Süd sind es Melchisedech, Aaron, Mose und König David. Melchisedek hält Brote in seiner rechten Hand. Die Weinkanne in seiner linken ist verloren gegangen. Nach Gen 14,18 überreichte er als Priester und König von Salem Abraham Brot und Wein. Aaron trägt ein hohepriesterliches Gewand und hält ein Weihrauchfass in seinen Händen. Sein Bruder Mose präsentiert mit seiner linken Hand die Gesetzestafeln und König David ist als Psalmist an seiner Harfe zu erkennen. Allen Figuren gemeinsam ist eine bewegte Körperhaltung, verbunden mit lebhafter Gestik und einer Leichtigkeit im Auftreten. Bei vielen Figuren ist ein Fuß durch das Betreten von Steinen, Stufen oder eines abgebrochenen Säulenstücks erhöht.

### Eingangsportal

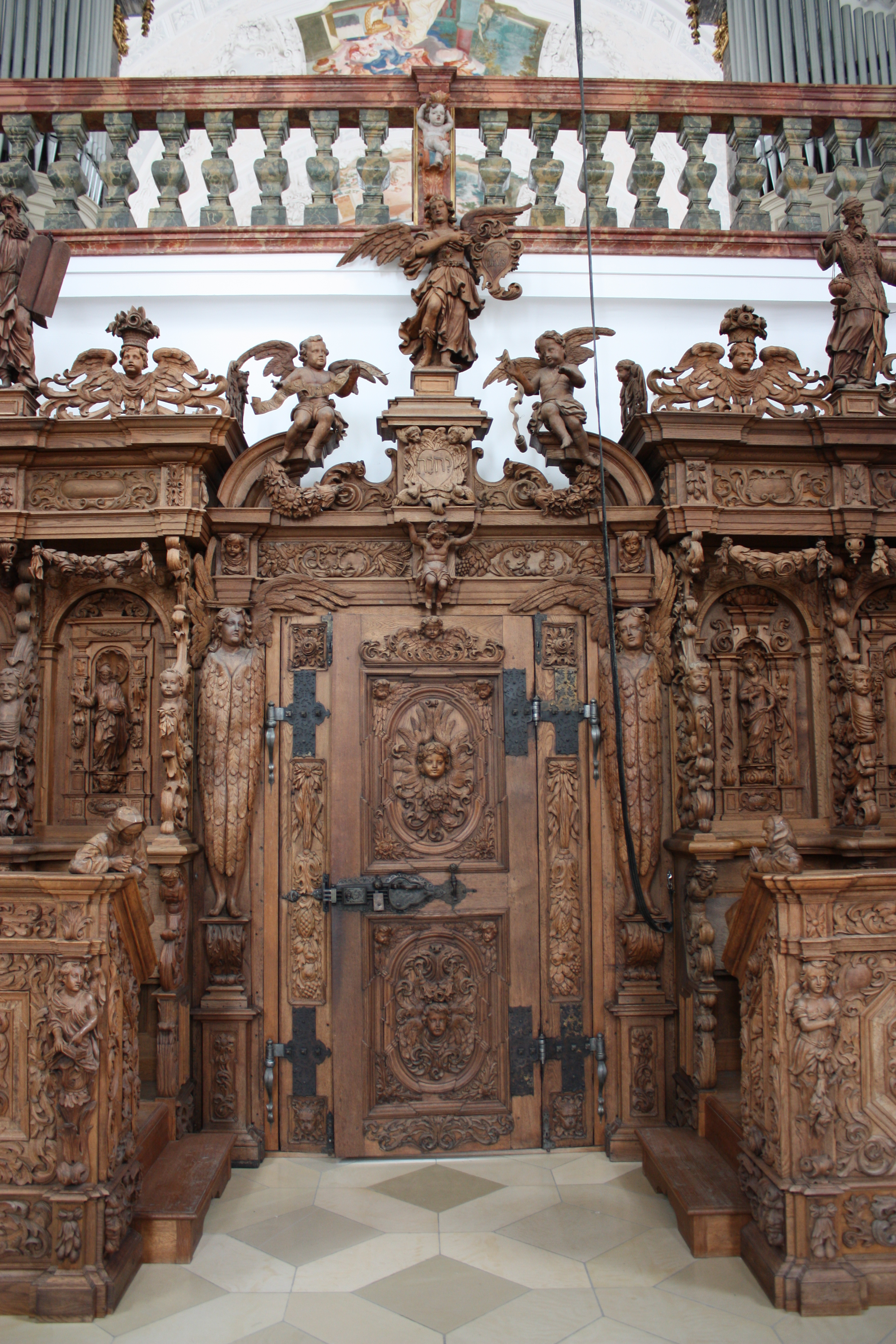
Eingangsportal am Kreuzganglettner

Die beherrschende Figur der Westseite ist die des Erzengels Michael über dem Eingangsportal. Sie stammt von einem anderen Schnitzer als die übrigen Gesimsfiguren, wirkt schwerfälliger und mehr der Tradition verhaftet. Der Erzengel steht auf einem erhöhten Postamentaufbau und überragt die anderen Statuen trotz Tieferlegung des Portals bei der Barockisierung. Mit seiner rechten Hand zeigt er auf den Schild in seiner linken mit den Worten QUIS UT DEUS (Wer ist wie Gott?), der lateinischen Form des Namens Michael. Es bedeutet, dass Gott allein die Herrschaft gebührt. Auf dem Postament steht auf einer herzförmigen Fläche der Eigenname Gottes in hebräischen Buchstaben, das Tetragramm, umgeben von den Köpfen der vier Lebewesen, die nach der Offenbarung des Johannes Gottes Thron umstehen. Sie gleichen einem Löwen, einem Stier, einem Menschen und einem Adler und preisen die Heiligkeit Gottes. Ihr Lobgesang steht auf den Spruchbändern, die zwei Engel halten: Sanctus, sanctus, sanctus Dominus Deus Sabaoth. Das letzte Wort lautet abweichend von (Offb 4,8 ) nicht „omnipotens“, sondern „Sabaoth“ und weist so auf den Mess-Gesang der katholischen Liturgie hin. Auf der Frieszone des Portals, die ursprünglich mit der des Gestühls auf gleicher Höhe war, sind die vier Jahreszeiten dargestellt. In der Mitte trägt ein Atlant das Postament des Erzengels Michael. Links von ihm quellen aus zwei Füllhörnern Blumen und Getreideähren, Symbole für Frühling und Sommer, rechts verweisen Weintrauben auf den Herbst und ein Mönch, der seine Hände über einem Feuer wärmt, auf den Winter. Kunstvoll verschnörkelt ist mit der Zahl 1691 zwischen den Jahreszeiten das Datum der Fertigstellung des Chorgestühls eingefügt. Die Tür, die mit Engelsköpfen verziert ist, wird von zwei Cherubim flankiert. Abweichend vom erhöht aufgestellten Gestühl steht das Eingangsportal direkt auf dem Steinboden.

## Kunstgeschichtliche Einordnung

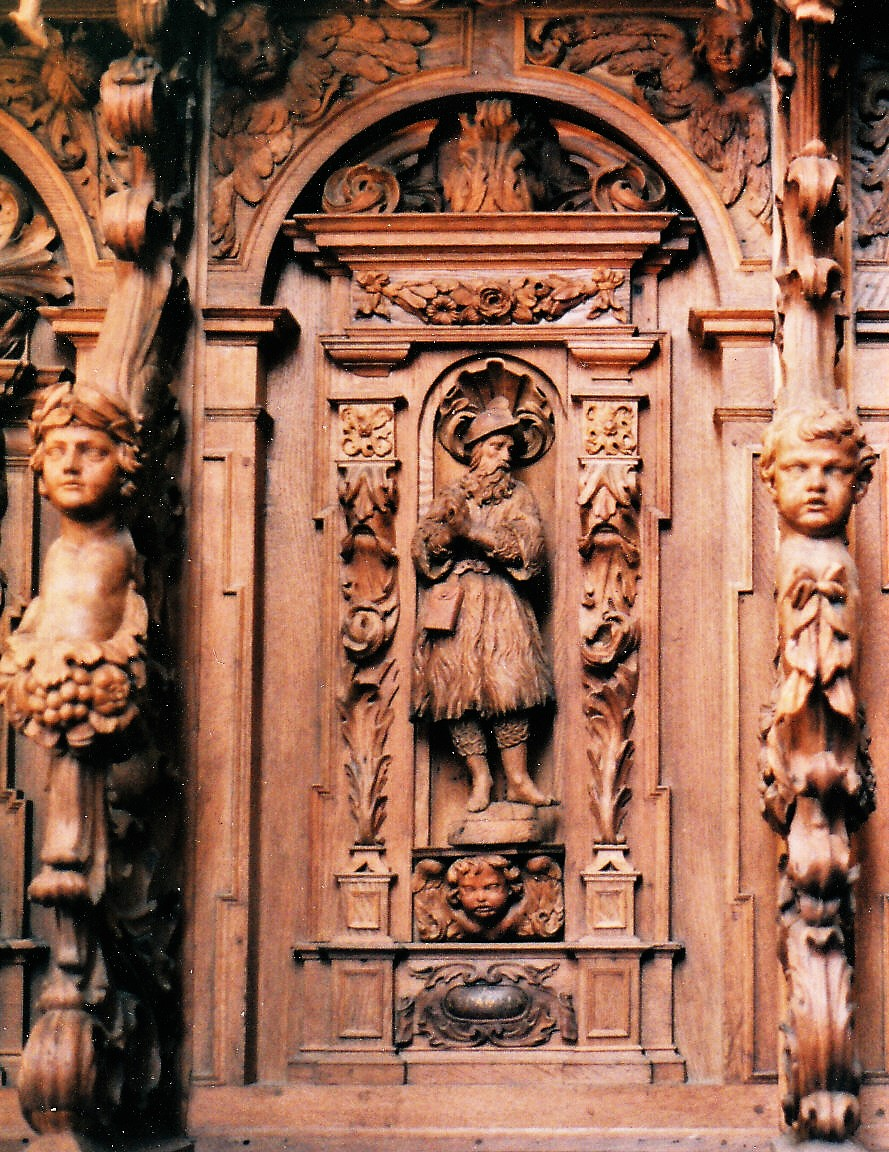
Wilhelm von Mallavalle in Buxheim

Die Hufeisenform der Chorgestühle entstand bei den Kartäusern zusammen mit der Entwicklung des Kreuzganglettners in der ersten Hälfte des 13. Jahrhunderts. Als einziger Orden im deutschen Sprachraum behielten sie die Verbindung von Chorgestühl und Lettner bis in den Barock hinein bei. Ohne Ausnahme wurden die Stallen im Zellentypus errichtet, wobei Hochwangen für die Trennung der Mönche sorgten, um Ablenkung zu vermeiden. Bei einem Gestühl mit Hochwangen ist die Gestaltung der Dorsale nur bei frontaler Ansicht einsehbar. In der Schrägsicht rücken die rein ornamental gestalteten Hochwangen optisch zusammen und blenden die Rückwand aus. Wie in allen Kartausen ist das Gestühl einreihig aufgebaut, das Eingangsportal im Westen architektonisch mit dem Gestühl verbunden.
Für das Buxheimer Chorgestühl und sein ikonographisches Programm gibt es keine genauen Vorbilder. Dennoch sind zwei Gestühle erwähnenswert, die Einfluss auf seine Gestaltung hatten. Das eine ist das Chorgestühl der Danziger Kartause Marienparadies, angefertigt unter der Leitung von Prior Johannes Bilstein, der seine Erfahrungen vom Bau des Danziger Gestühls in Buxheim einbrachte. Zwischen den beiden Gestühlen gibt es Übereinstimmungen bei den Hochwangen, bei der Zierarchitektur der Dorsalfelder und der Üppigkeit von Ornamenten und Engelsköpfen. Als zweites kommt das Chorgestühl der Klosterkirche von Weißenau in Betracht, das den wichtigsten Teil des ikonographischen Programms, die Darstellung der Ordensgründer, vorwegnahm.

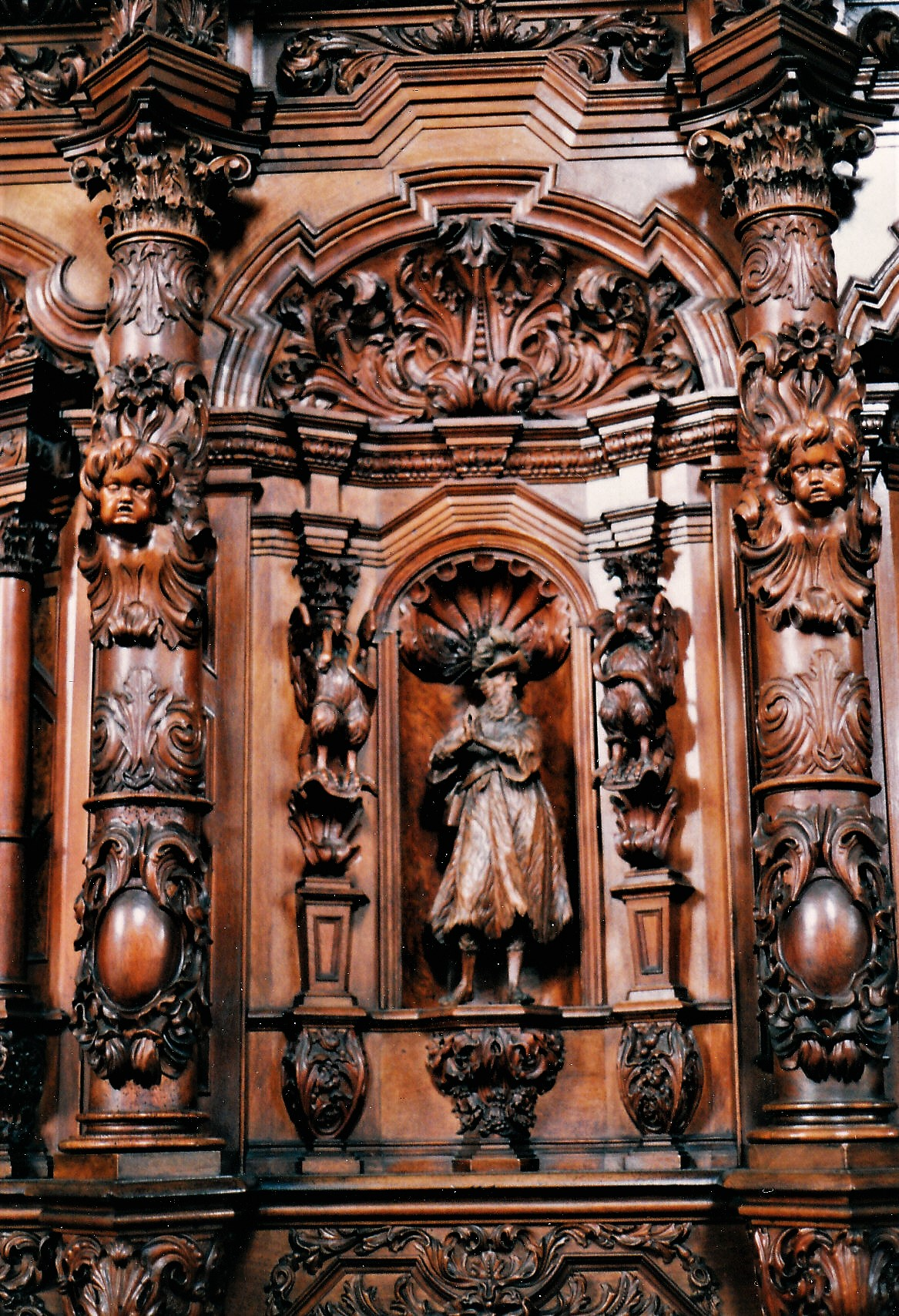
Wilhelm von Mallavalle in Rot an der Rot

Zusammen mit den Stuckarbeiten aus der Werkstatt des Johann Schmuzer in Wessobrunn ist das Gestühl in Buxheim eines der frühesten Beispiele für die Entwicklung einer eigenständigen Akanthusornamentik im süddeutschen Raum. Mit den Werken, die nach ihm entstanden sind, gehört es zur figürlich ausgestatteten Gruppe der schwäbischen Akanthus-Chorgestühle. Zu ihnen zählen vor allem die hochwertigen Chorgestühle der Klosterkirchen von Rot an der Rot und Schussenried und das Gestühl des Kapitelsaals in Obermarchtal, an denen Bildschnitzer beteiligt waren, die schon unter Führung von Ignaz Waibl ihre Tätigkeit in Buxheim ausgeübt hatten. Die Akanthuschorgestühle lösten die schwäbischen Bildhauergestühle ab, die als Ornamentform das Knorpelwerk verwendeten. Das Chorgestühl der Kartause Ittingen wurde von einheimischen Meistern ebenfalls nach dem Vorbild Buxheims gefertigt. Der Ittinger Prior Christophorus Schmid ließ sich für sein Chorgestühl von Buxheim inspirieren, als er von 1686 bis 1693 als Konvisitator mit Johannes Bilstein die niederdeutsche Provinz der Kartäuser visitierte und des Öfteren in Buxheim zu Gast war. Kennzeichnend für das Buxheimer Gestühl und seine Nachfolger ist nicht nur das Ornament, sondern auch das seltene Programm der Gründer der wichtigsten religiösen Orden, das es außerhalb dieser Gruppe nur in Weißenau gibt.

## Brüderchorgestühl
Unter Prior Petrus Leickart wurde 1720 das Brüderchorgestühl angefertigt. Es bestand aus insgesamt 32 Stühlen, die in U-Form im Brüderchor aufgebaut waren. Je zehn Stühle waren an der Nord- und Südseite, zwölf vor der Empore aufgestellt, wobei ein Eingang in der Mitte freigelassen war. Ob der nördliche und südliche Abschnitt unter der Empore deshalb zugemauert wurden, kann heute nicht mehr geklärt werden. In den Rechnungsbüchern von 1720 wird im Zusammenhang mit dem Gestühl der Maler Gabriel Weiß genannt. Ob dieser jedoch für die gesamte Fertigung des Gestühls verantwortlich war, ist fraglich.
Erst bei der Versteigerung 1883 wurde das Brüderchorgestühl wieder erwähnt. Im Katalog ist Folgendes vermerkt: „302. ein Chorstuhl mit sechs Sitzen in weichem Holze, über den Sitzen eine Boiserie mit sieben caryatidenartigen Figuren versehen, die Brüstung mit zwei Theilen und drei Caryatiden rechts und links, auf den Enden Engelsköpfe mit Arabesken; 303. ein Chorstuhl ditto, Gegenstück zum Vorigen, von gleicher Schönheit und sonstiger Qualität wie jener; 304. ein Chorstuhl in weichem Holze mit 10 Sitzen, rückseitig oben Boiserie mit verkröpftem Gesimse; darüber die Sitze oben und unten durch vorspringende reich geschnitzte durchbrochene Abtheilungen getrennt; über dem Gesimse oben ein prachtvoll durchbrochen geschnittener Ornament-Aufsatz, der jedoch zum Theil beschädigt, aber leicht wieder herstellbar ist. Die Brüstung mit Pult vorne mit sechs grossen, getrennt durch sechs prächtig geschnittene Caryatiden, reich umrahmte Füllungen, an den Enden des Pultes je zwei ebensolche Nischen, die Seitenwangen und Enden der vier Pulte durch Laubköpfe mit Engelsbüsten geschmückt; 305. ein Chorstuhl, gleich dem Vorigen, jedoch mit ganz erhaltenem Aufsatze. Zwei Prachtwerke in ihrer Art und wenn nicht als Chorstühle, doch sehr leicht als Boiserie eines Salons verwendbar.“ Wer bei dieser Versteigerung das Brüderchorgestühl erwarb, ist nicht bekannt.